# Jämtlands historia
Jämtlands historia präglas starkt av landskapets centrala position på Skandinaviska halvön, en position som gjort att Jämtland historiskt kännetecknats av inflyttning och kulturellt inflytande från främst Tröndelagen i väster (och därifrån vidare till övriga Mellannorrland), ekonomiska relationer med främst de svenska landskapen i öster och söder, samt politiska relationer omväxlande åt båda håll.

## Allmänt
De första människorna kom till landskapet omkring 7 000–6 000 år före Kristus från väster, bofast blev man däremot långt senare. Jämtland omnämns för första gången på 1000-talet på landskapets enda kända runsten, Frösöstenen. Under den här tiden utgjorde Jämtland ett eget område självständigt från såväl Norge som Sverige, en politisk status som av eftervärlden ofta benämns bonderepublik. Beslut togs i avsaknad av någon konung vid alltinget Jamtamot. Trots att Jämtland blev norskt 1178 efter slaget på Storsjöns is, då jämtarna svor Sverre Sigurdsson trohet, fortsatte Jämtland att ha en hög grad av inre självstyre som norskt skattland och kom att likna till exempel Orkneyöarna, snarare än de närliggande norska landskapen. Den självständiga ställningen kom att minska i takt med att det danska inflytandet växte i Norge, som likt Jämtland försvagades kraftigt av digerdöden och jordbrukskrisen på 1300-talet.
Efter Kalmarunionens upplösning kom Jämtland att utgöra ett gränsområde och under 1500- och 1600-talen blev Jämtland ofta en skådeplats för de dansk-svenska krigen, vilka resulterade i att jämtarna svor endera den svenska eller den danska konungen trohet.  Detta fortgick även efter att Jämtland blev en del av Sverige 1645. Såväl Danmark som Sverige gjorde upprepade försök att integrera Jämtland i sitt kungarike, något Sverige till slut lyckades med, vilket symboliseras med beslutet 1699 då jämtarna som sista befolkning i ett erövrat landskap i fortsättningen skulle anses som svenska undersåtar.
Jämtland var inledningsvis en relativt eftersatt del av riket då Sveriges intentioner i landskapet först och främst var försvarsmässiga. Sveriges fall som stormakt betecknar också slutet på ofärdstiden i Jämtland, bebyggelsen och befolkningen ökade och levnadsstandarden blev bättre. Efter järnvägens tillkomst förändrades landskapet dramatiskt och folkrörelsetiden började. Den positiva utvecklingen fick ett abrupt slut på 1950- och 1960-talet då den nationella politiken gjorde att Jämtland tillsammans med grannlandskapet Härjedalen genomlevde det största befolkningsraset i modern svensk historia.

## Förhistoria
I Jämtland har det gjorts ett antal fynd från tiden före människan, mest känt är de rester av ullhårig mammut som hittades i Pilgrimstad 1944.

### Stenåldern

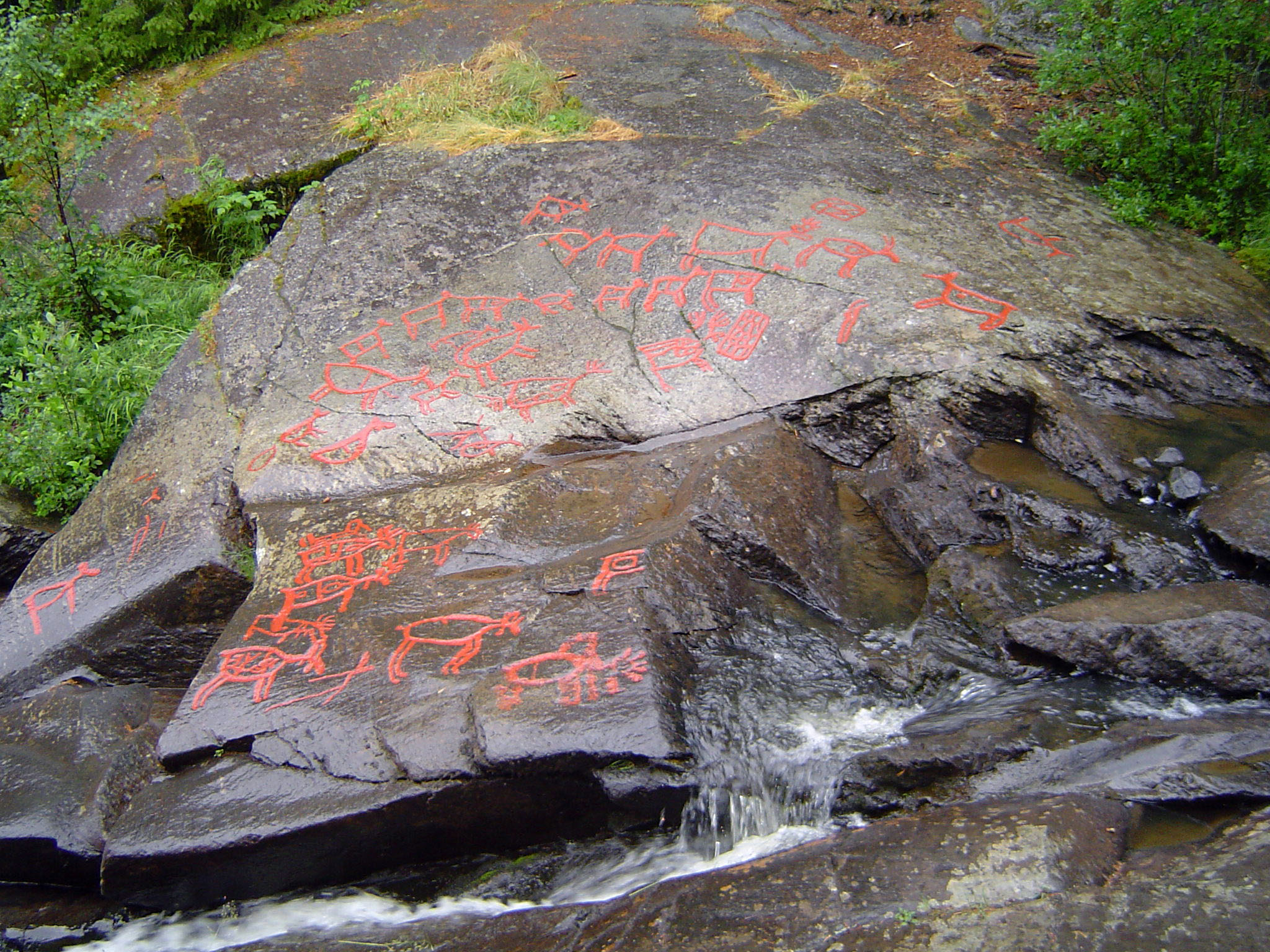
Hällristningar i Glösa, gjorda för cirka 5 000 år sedan och består främst av älg, flera organ har målats ut. Hällristningarna är mycket lika de som man funnit i till exempel Moelv i Tröndelag och påminner även om grottkonsten i Altamira i norra Spanien. En hällristad älg från Glösa förekommer idag i Krokoms kommunvapen

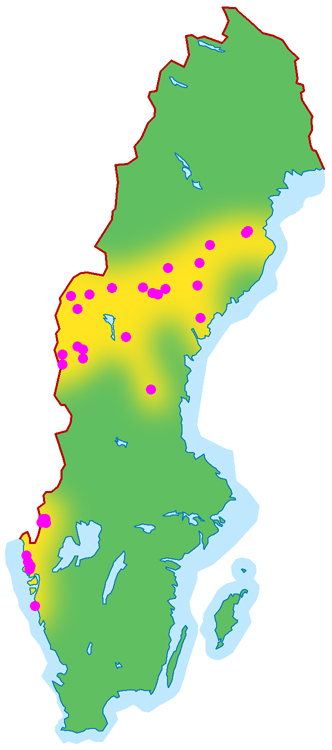
Av 52 svenska hällmålningar från stenålder och bronsålder har merparten återfunnits i Mellannorrland. De visar att regionen beboddes av en jägar-samlarkultur som även fanns i dagens Norge.

De första människorna kom till Jämtland någon gång mellan 7 000 och 6 000 år före Kristus från väster. De var jägare och samlare. Flera tusen fynd från deras tid har hittats runt om i landskapet vid lägerplatser, längs stränder och sjöar. Jägarfolket var nomader och följde bytenas vandringar. I Jämtland dominerade redan på den här tiden älgen vilket flera hällmålningar vittnar om och vid tidpunkten växte det bland annat ek i det som i dag är västra Jämtlands fjällvärld.
Nära hällmålningar i Jämtland förekommer ofta fångstgropar och i Jämtland finns runt 10 000 kända sådana, vilket är fler än vad som påträffats i andra regioner i hela Skandinavien. Jaktgroparna placerades där man visste att älgarna rörde sig och kunde sträcka sig flera mil. Det finns idag flera ortnamn runt om i Jämtland som vittnar om fångstgroparnas betydelse för jägarfolket och deras avkommor.
Den äldsta boplatsen i Jämtland är den vid Foskvattnet i Hotagen daterad till cirka 6 000 år före Kristus genom C14-metoden, inte alltför långt ifrån den så kallade Fosnakulturen i Møre og Romsdal. I Åflo i Offerdal har man emellertid hittat en unik pilspets, Offerdalsspetsen, gjord av ben som kan vara mer än 8 000 år gammal, vilket gör fyndet till ett av de äldsta stenåldersfynden i hela Sverige.

### Bronsåldern
Kring 2 700 år före Kristus gjorde den neolitiska kulturen sig gällande i Tröndelag och Trondheimsområdet, och något senare i Jämtland där det under bronsåldern utvecklades en herdekultur. Pollenanalyser från till exempel Ändsjön och även Fjällnäs i Härjedalen visar att det funnits svartkämpar i området, vilket antyder en tidig betesdrift vid ungefär 2 200 år före Kristus. I Sandöl, norr om Hotagen, finns spår av sådan betesdrift, daterade till tiden 2 500 år före Kristus. Denna boskapsskötsel är samtida med jägarkulturen som bedrivs i skog och mark runt om i Jämtland. Vid Ånnsjön finns fyndigheter av flinta som inte finns naturligt i området och runt 60 boplatser från tiden. Vid Juvulns strandkanter finns också flera boplatser. I Snåsa, i dagens Norge, har man funnit spår av en större bondebebyggelse från den samtiden.

### Järnåldern
En jämtsk bondekultur uppstod först under yngre romersk järnålder i Storsjöbygden. På 300-talet finns arkeologiska bevis för större gårdar och långhus i Jämtland, i till exempel Ås. Man har även funnit ben av nötkreatur, hundar, getter och hästar från den här tiden. De jämtska bönderna odlade framför allt korn, men pollenanalyser visar även att till exempel hampa förekom. I slutet av 300-talet restes Mjälleborgen på Frösön för att kontrollera järnframställning och den omfattande järnhandeln som utvecklades längs med Ljungan. Storhögar börjar förekomma i Jämtland, liknande fanns i Bertnem i Nord-Tröndelag och på tre platser längs med Medelpadskusten.
Storsjöområdet tros ha ingått i ett småkungarike i Mellannorrland, enligt analys av arkeologisk fyndtäthet gjord av arkeologen Per H. Ramqvist. Mellannorrland var ett av minst 13 självstyrande provinser i Fenno-Skandinavien som alla ingick i den nordisktalande kultursfären under folkvandringstiden. Det mellannorrländska riket utgjordes av den geografiska triangeln mellan de fyndtäta områdena i Borg (vid dagens Söderhamn), Mjälleborgen (Östersund) och Gene (Örnsköldsvik).
Även om järnhandelsförbindelserna var med Uppland, så visar ortsnamen att det kulturella västliga inflytandet från Tröndelag (som också var ett småkungarike) genom Jämtland till Norrlandskusten var vid tiden stor.
En nomadisk fångst- och jägarkultur levde i Jämtland och expanderade under järnåldern. Det har diskuterats huruvida denna kultur var föregångare till dagens samer eller om de hade någon annan etnicitet. En viktig del i den diskussionen är tolkningen av fångstmarksgravarna, en fornlämningstyp som i Sverige förekommer i framför allt Jämtland, Härjedalen och Dalarna och som började anläggas under järnåldern. Arkeologen Inger Zachrisson menar att gravarna tillkom inom en samisk fångstkultur både på grund av gravarnas lägen i landskapet och på grund av förekomsten av offrade älg- och renhorn samt östliga föremål. En annan arkeolog, Evert Baudou, har i stället tolkat gravarna som germanska utifrån deras konstruktion. Enligt hans uppfattning, som framför allt baseras på utbredningen av asbestkeramik på arkeologiska fyndplatser, gick den förhistoriska gränsen mellan samiskt och germanskt genom norra Jämtland och norra Ångermanland. Samiska medeltida bosättningar i Sydjämtland betraktas av Baudou som tillfälliga utflyttningar från det samiska området i norr. Andra menar att en del gravar kan vara samiska men att de etniska relationerna i Mellanskandinavien under järnålder och tidig medeltid inte behöver ha tagit sig samma uttryck som längre norrut och i senare tid. Åter andra ser frågan om etnicitet under järnåldern som ointressant eller omöjlig att besvara.
Anläggandet av fångstmarksgravar i Mellannorrlands inland har kopplats till en samtidig högkonjunktur i jordbruksbygderna i kustlandet, vilket märks på gravgåvor och begravda silverskatter. Detta kan vara ett uttryck för ett utökat handelsutbyte. Från romersk järnålder och  folkvandringstid har den gamla fornborgen i Mjälleborgen i Jämtland framhållits som möjlig marknadsplats.
Bebyggelsen stagnerade på 600-talet i hela Mellannorrland, och Mjälleborgen övergavs på 700-talet. En folkkoncentration skedde i den bördiga östra Storsjöbygden. Orter som Frösön, Brunflo, Hackås, Lockne och Näs samt halvön Rödön utmärker sig. Storsjöbygden blev en oas i det som då var Nordskandinavien. Hästar utgjorde det enda pålitliga färdmedlet och blev en nödvändighet för alla bönder.
Arkeologiska och palynologiska studier i Sösjöfjällen inom Åre kommun tyder på att renskötseln etablerades i Jämtland under slutet av den yngre järnåldern (500–1000 e.Kr.). Den sydsamiska renskötseln kan ha uppstått ur en blandekonomi av fångst och skötsel av småboskap. På 1000–1100-talen förefaller renskötseln har varit helt etablerad inom Sösjöfjällen och tycks då ha haft större omfattning än längre norrut i Lappland.

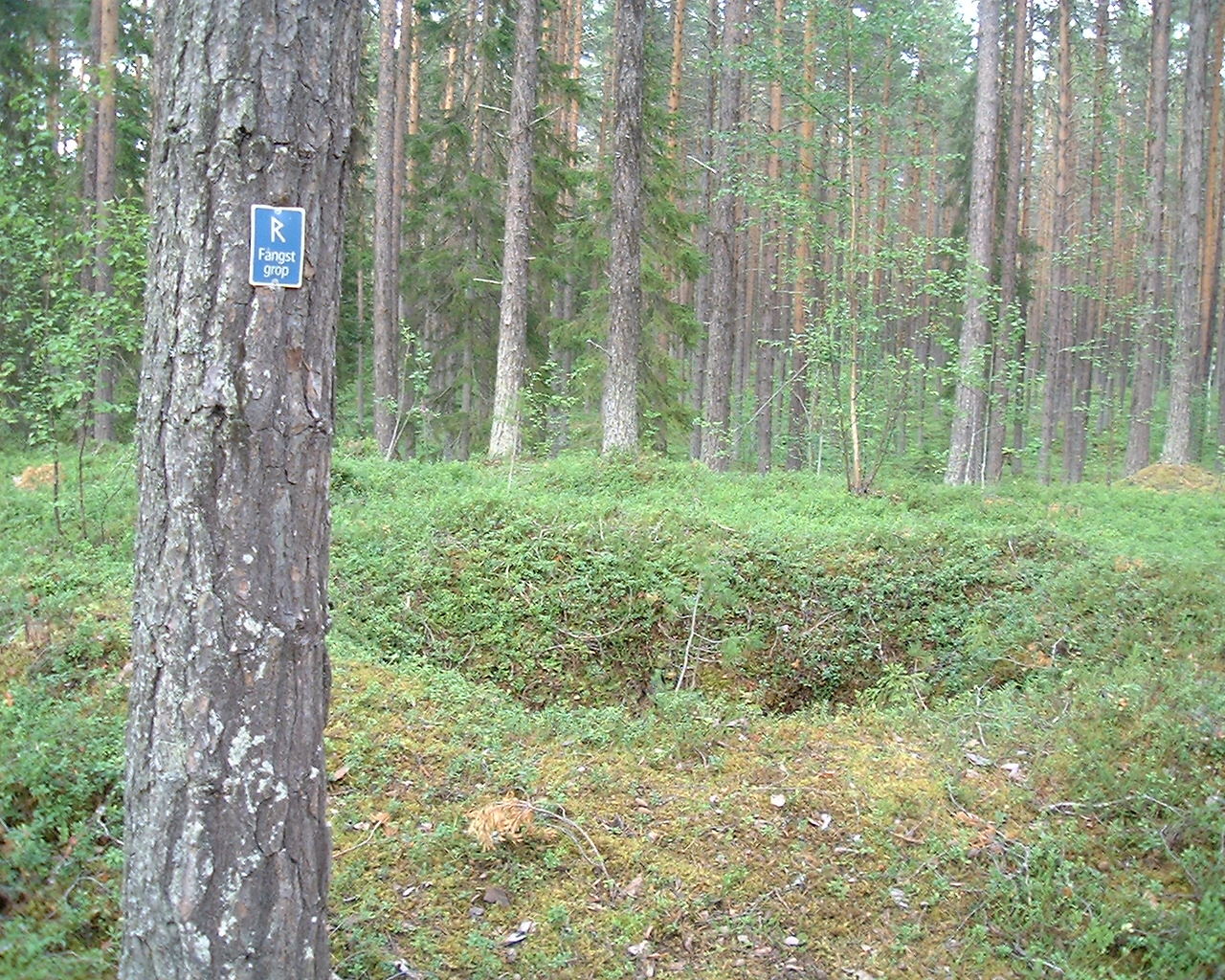
Fångstgropar som den här från Långön i nordvästra Ångermanland (Jämtlands län) finns överallt runt om i Jämtland.
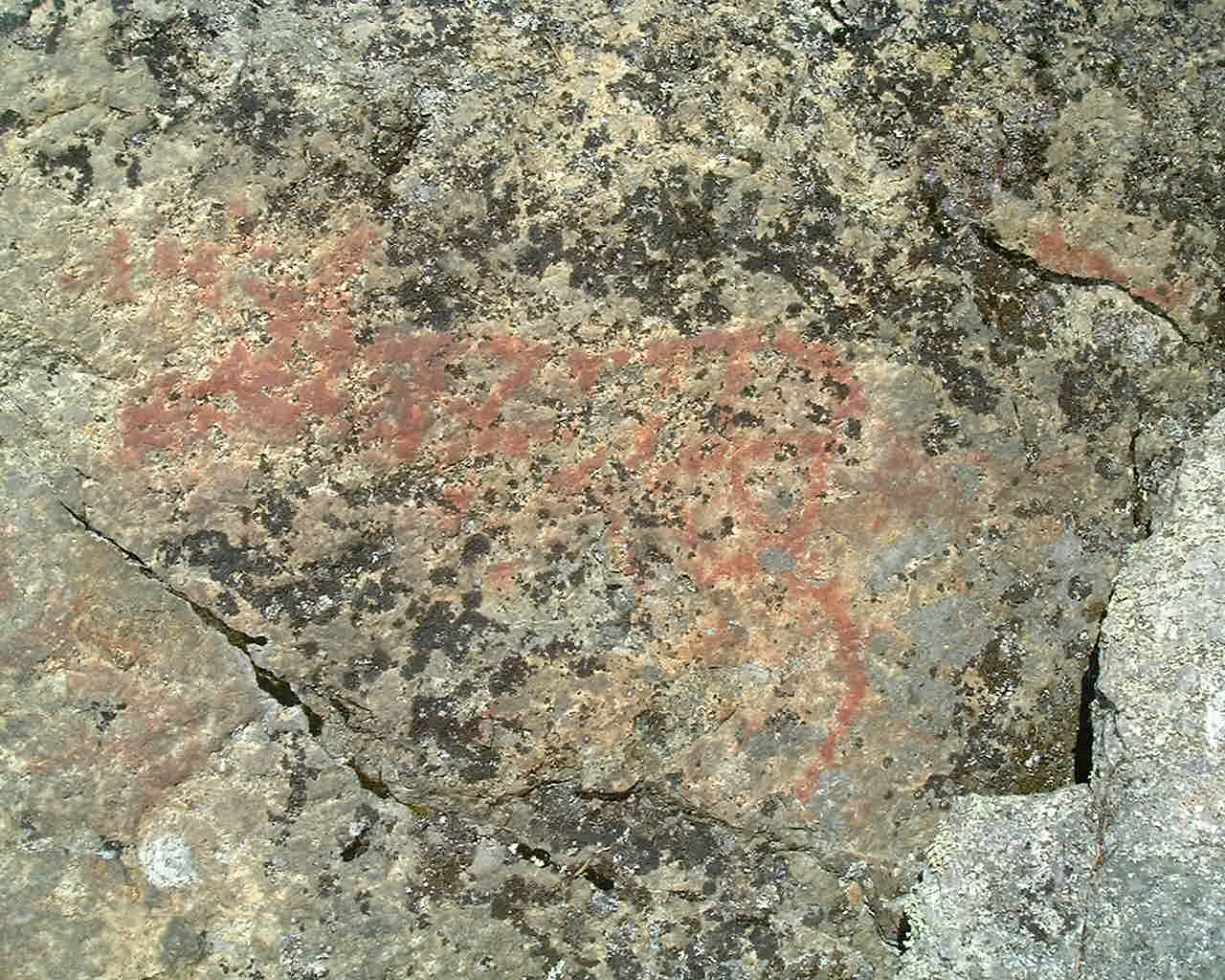
Hällmålning av en älg vid Fångsjön, målad med rödockra.
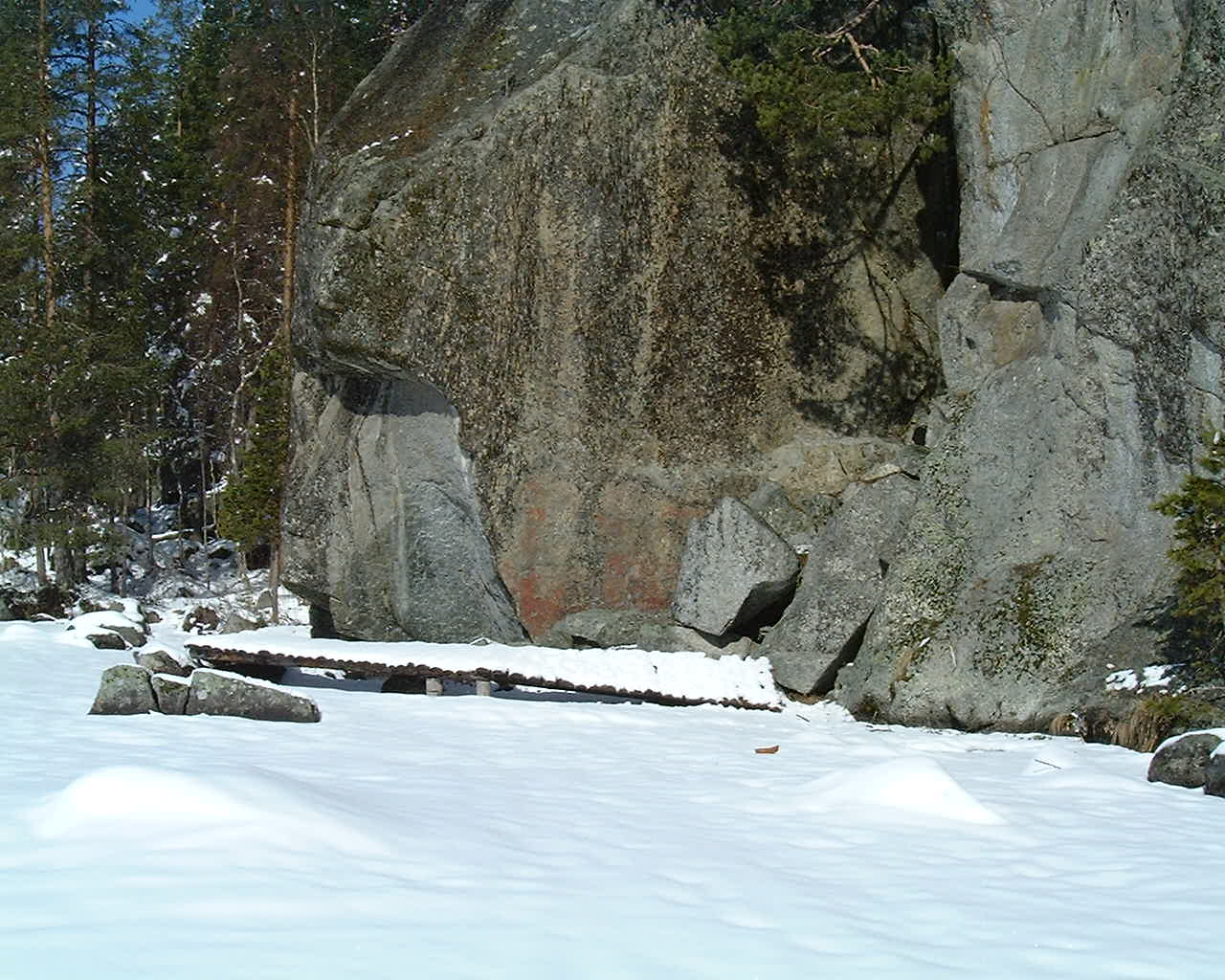
Hällmålningslokal vid Fångsjön, daterad till 2500-2000 år före Kristus.
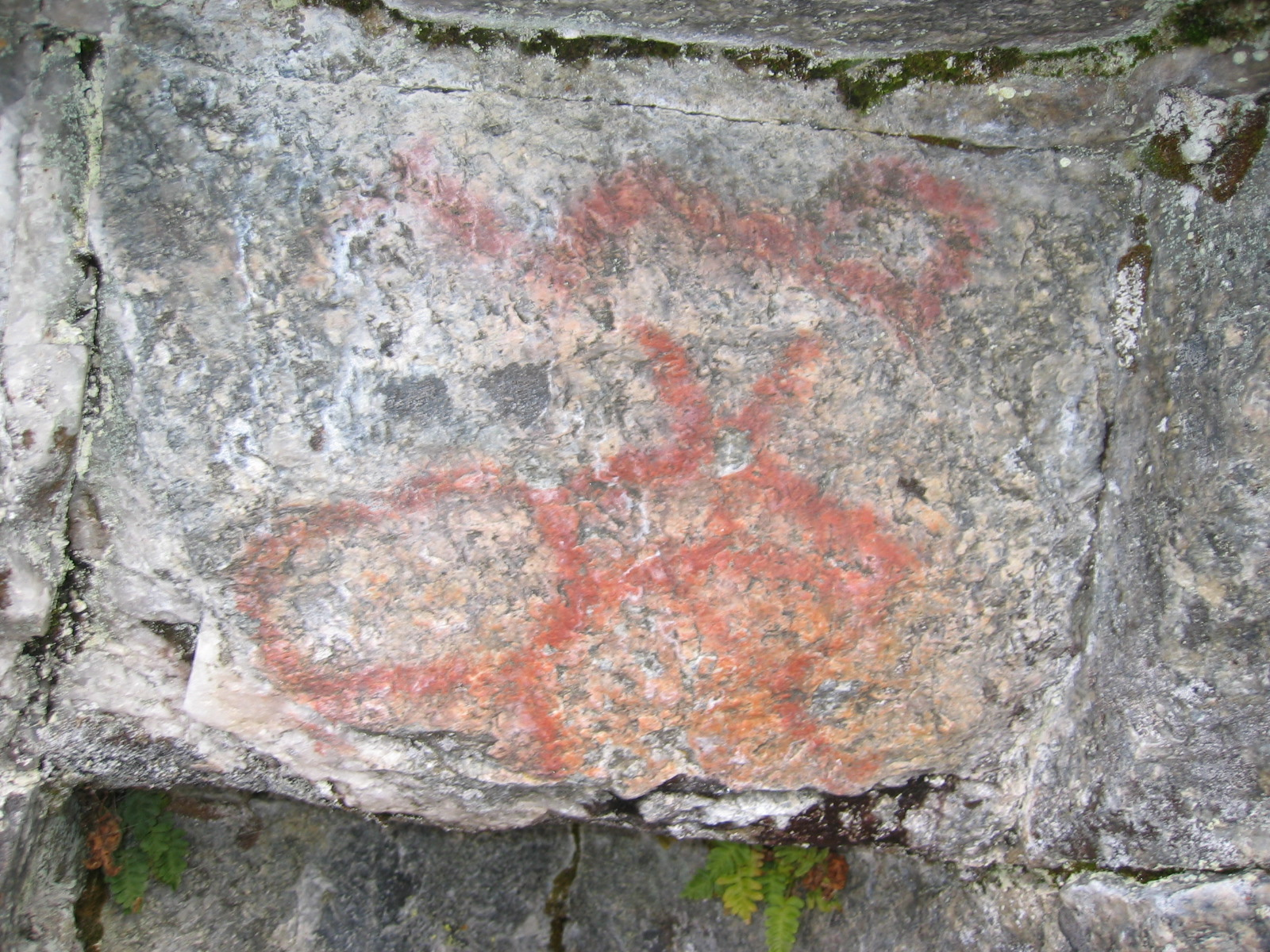
Hällmålningar vid Forsaleden.

### Vikingatiden

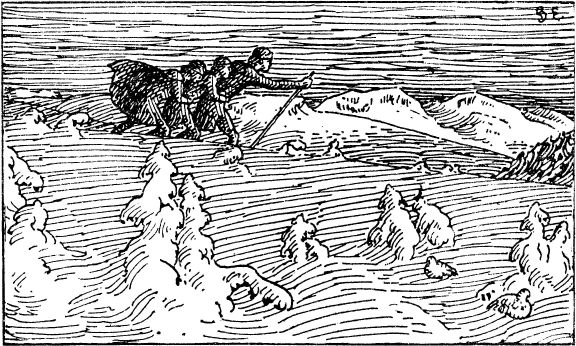
Vikingen Arnljot Gelline med två män på skidor på resa genom Jämtland

Under vikingatiden blev bebyggelsen mer omfattande, vilket kan ses som en bekräftelse på Snorre Sturlassons uppgifter om att många norrmän som flydde från Harald Hårfager bosatte sig i Jämtland i slutet av 800-talet, på samma sätt som många norrmän vid samma tid flydde till och koloniserade Island. 
Snorre nämner också den till namnet förste kände hövdingen i Jämtland, Kjallak Jarl, död år 884.
I samband med klimatförändringen (som senare resulterade i den medeltida värmeperioden) intog Frösön ställningen som centralort. Det varmare klimatet gjorde att jordbruket blomstrade, boskapsskötseln och den för det skandinaviska inlandet unika buföringen runt om i Jämtland blir mer omfattande, framför allt i den södra delen när fjällkon blir en del av faunan. Jakten på älg och vilt ökar även under den här tiden, befolkningen består av bönder, herdar, jägare och samlare. Många kunde beteckna sig som alla fyra. I religiöst hänseende utövade jämtarna asatro. Bland gudarna i den nordiska mytologin kom Jämtland att domineras av de äldsta gudarna i nordisk mytologi, vanerna, även om också asagudarna dyrkades.
Vid hovplatsen på Frösön, där Frösö kyrka står idag, har man funnit stora mängder djurben som blotades, framför allt vilt såsom björn, älg, kronhjort, ekorre, men i hög grad även tamdjur som häst, får, kor, svin och höns. I samband med att befolkningen ökade så anordnade man likt andra germanska stammar allting. Parlamentet Jamtamot beräknas ha upprättats på 900-talet och är unikt i Skandinavien då det är det enda som benämns mót (från gotiskan) istället för ting. Formen återfinns dock på annat håll, på till exempel Storbritannien, där som Witenagemot. Jamtamot har tolkats som att Jämtland var självständigt från Mellannorrland såväl som Tröndelag under Vikingatid.

## Medeltiden
Under medeltidens början var Jämtland i det närmsta en självständig bonderepublik, bondesamfund, alltings- eller fristat, likt Island. Vid Jamtamot avgjordes tvister och domar föll i brottmål. Utöver det fungerade tinget även som en slags regering i förhållande till andra skandinaviska lagtingsområden då tinget även beslöt i frågor som skatt. Egentligen så var Jämtland snarare en anarki då någon statsförvaltning inte existerade. Alla fria män fick deltaga och de mest framstående männen i de olika släkterna, det vill säga hövdingarna överlade och diskuterade gemensamt olika frågor gällande landet. Svåra beslut och viktiga ärenden togs däremot efter att hela tinget samlats och alla blivit tillfrågade och informerade.

### Jämtlands kristnande

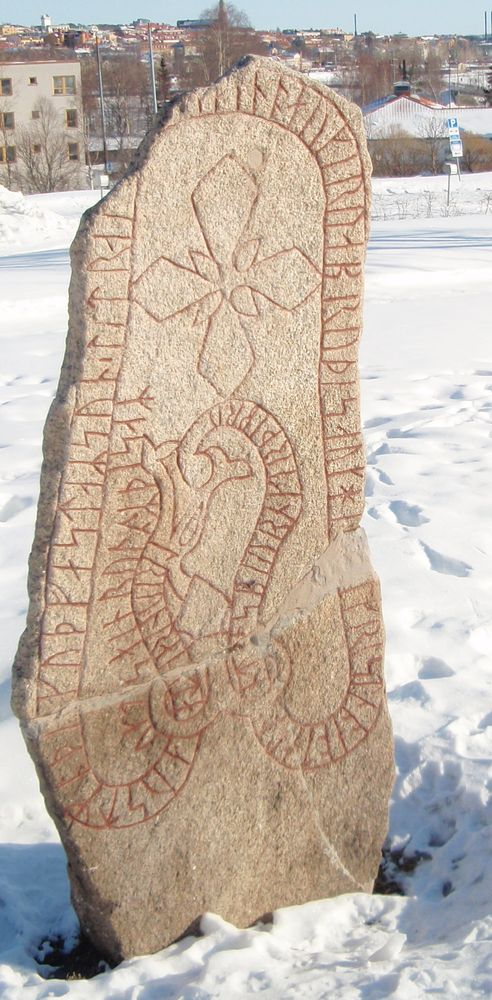
Frösöstenen

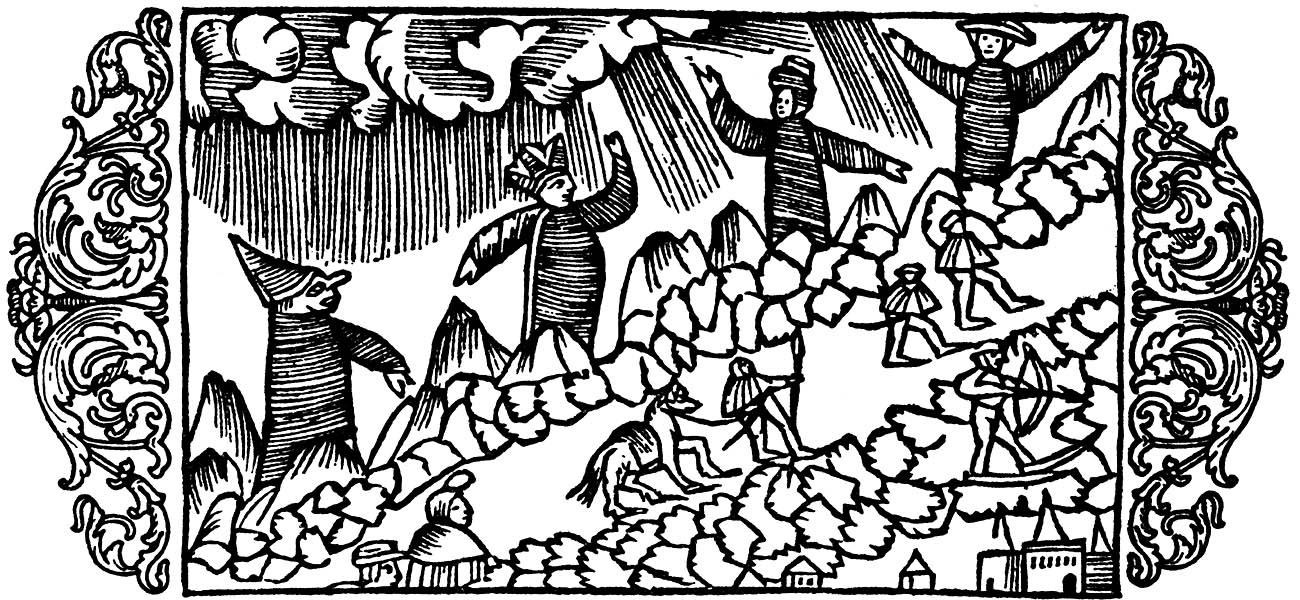
En illustration av pilgrimsleden mellan Jämtland och Tröndelagen i Olaus Magnus Historia om de nordiska folken från 1500-talet

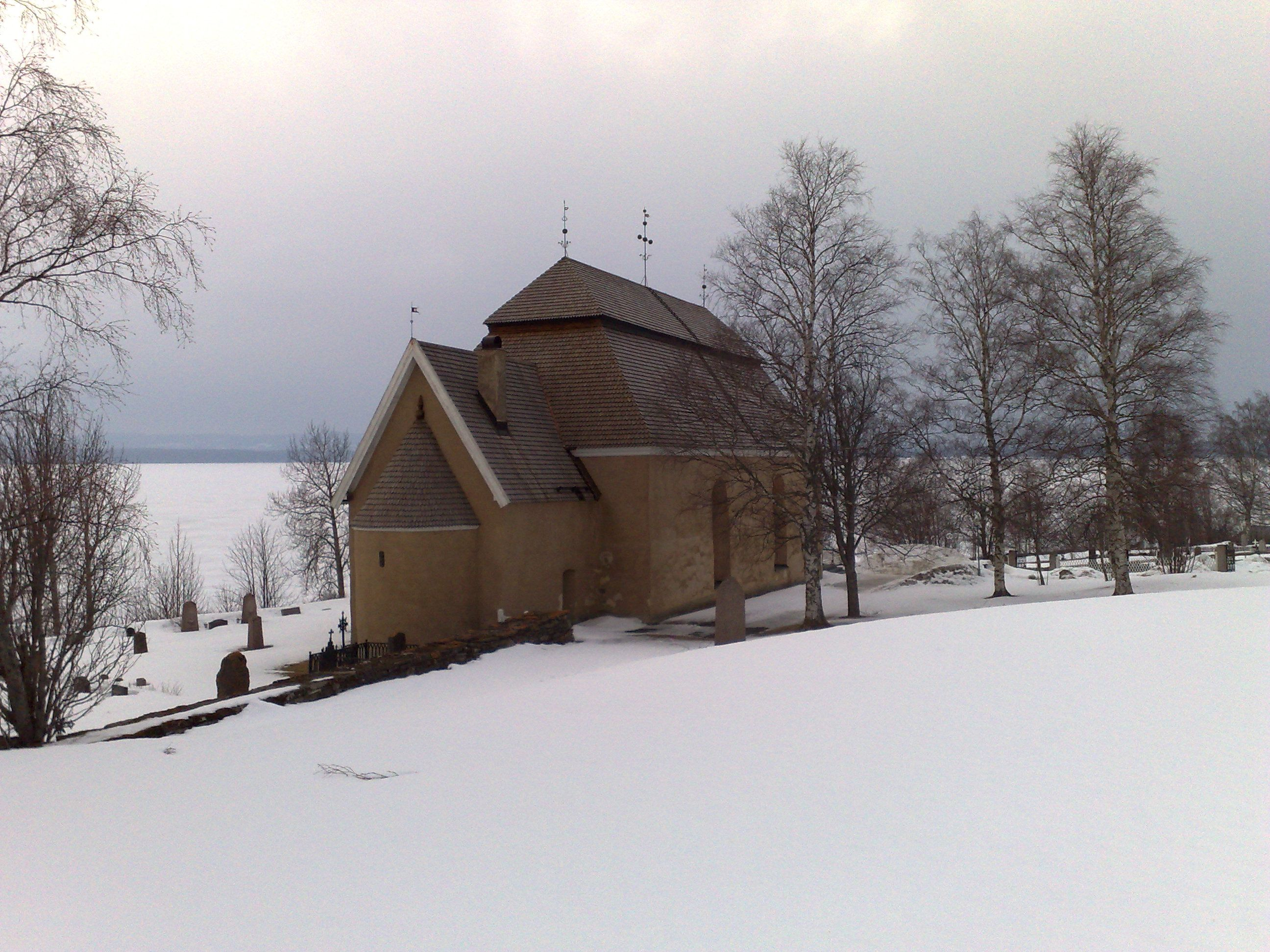
Hackås kyrka från 1100-talet är en av de äldsta i Jämtland, och den nordligaste kvarvarande medeltidskyrkan i Skandinavien med absid.

Jämtlands kristnande beräknas ha skett genom en infiltrationsprocess som pågått ett par hundra år[källa behövs] innan runstenen på Frösön restes under mitten av 1000-talet berättar om att Jämtland nu har blivit kristet.
När Olav den helige blev avsatt som regent tvingades han till landsflykt i Ryssland för sin kristna tro. Från Sverige kom han marscherande genom Jämtland, där flera jämtar anslöt sig till honom, däribland Arnljot Gelline. Gelline lät döpa sig och följde med Olav in i Tröndelag för att återta makten. Väl där började det berömda Slaget vid Stiklestad, alldeles väster om Jämtland. Gelline stred närmast Olav och kort efter att Gelline dog gick Olav samma öde till mötes. Olav helgonförklarades strax efter sin död år 1030. Vägen Olav färdades på genom Jämtland blev en pilgrimsled och varje år vallfärdade pilgrimer genom Jämtland till Nidarosdomen, dessa har för övrigt givit Pilgrimstad dess ortnamn. Runt Olav och hans gärningar uppstod en kult, Sankt Olavskulten. I Jämtland kom den att bli särskilt utbredd.
Ungefär vid samma tidpunkt som Olav den helige stupade vid Stiklestad deklarerade Östman Gudfasts son "austmoþr kuþfastaR sun" på Frösöstenen att han hade låtit kristna Jämtland. Tolkningarna angående stenens text är många.
I svensk historiebeskrivning är än idag den etablerade uppfattningen att Jämtland kristnades från öster, på svenskt initiativ. Som argument för detta anges att Runstenens ornamentik anknyter till svensk tradition och att Jämtland kom att hamna under Uppsala ärkestift efter dess bildande 1164, och inte under Nidaros. Traditionellt har även anförts som argument att Jämtland kristnades av Östman (mannen från öster). Mot det sista argumentet kan anföras att syftningen i personnamnet Östman är okänd. Svealands sista icke-kristne kung avrättades inte förrän år 1087, och Sverige kristnades från väster. Vissa av de närliggande svenska områdena kristnades sent: Järnbäraland, alltså Dalarna var fortfarande hedniskt 1177, och kristnandet av lappmarken inleddes på 1600-talet. Emellertid tillämpades kristet gravskick i Torsåker i Ångermanland (del av Stor-Hälsingland som då inte var del av Sverige) senast i början av 1000-talet, och missionären Stenfinn döpte enligt traditionen många i Hälsingland från 1060-talet, men lyckades inte helt kristna regionen utan dog martyrdöden.
Teorier som menar att "jämtarna kristnade sig själva" genom ett alltingsbeslut och att "Jämtland kristnades från väster" har senare fått större genomslag. Om Jämtland hade blivit kristnat av Sverige eller Norge hade det sannolikt varit en konungs namn på runstenen. De första prästerna i Jämtland var inhemska. På stenen står det att Östman lät resa en bro, vilket skulle kunna tydas som att han hade auktoritet i landskapet, möjligtvis som hövding. Dessutom är namnet Trjónn helt unikt för Jämtland. Språket på runstenen har även klassificerats som runjämtska/fornjämtska. Anledningen till en självkristning skulle vara rädsla för korståg, plundringar och handelsblockader.
Även om befolkningen blev "kristna" så dröjde det innan man tog till sig den kristna läran. En gammal bonde vid namn Loden från Ulvkälla vittnade vid ett ting i Sveg 1273 att när han var ung þa kunni enge madr pater noster i Straumi, då kunde ingen man i Ström bönen Pater noster. Även den funna dopfunten från Näs kyrka, daterat till omkring år 1200 visar på en kombination av förkristen och kristen föreställningsvärld, precis som de kända Överhogdalsbonaderna.

### Norgetiden
I Snorre Sturlassons sagor sägs jämtarna ha betalat skatt till norska konungar som till exempel Håkan den gode och Öystein Magnusson för att få beskydd. Sagorna uppger även vid ett tillfälle att jämtarna skulle ha betalat skatt till en sveakung. Sagornas pålitlighet i frågan om Jämtlands politiska tillhörighet anses emellertid vara låg. I Norges äldsta skriftliga dokument, Historia Norvegiæ, från 1170-talet står det däremot klart och tydligt att Norge gränsar i nordöst till Jämtland.
I samband med de norska inbördesstriderna besegrade Sverre Sigurdsson jämtarnas bondehär på Storsjöns is i slaget vid Andersön 1178. Sverre kröntes till norsk kung 1184, varvid Jämtland blev norskt de jure först det här året. Konsekvenserna av nederlaget var högre skatter och minskat självstyre. Jämtarna behöll dock även i fortsättningen en särställning som en ointegrerad del av det norska riket och hade status som provinskommun eller skattland. Jamtamot fortsatte att fungera och i likhet med andra skatteländer fick jämtarna inget inflytande över de norska kungavalen.
Sverre dog 1202, hans son Håkon Sverresson ärvde då makten, men gick två år senare samma öde till mötes som sin fader gjorde. Håkon Håkonsson blev då kung över Norge då han fortfarande var barn. Hela tiden efter Sverres bortgång präglas av fortsatta stridigheter. De slutade i och med att Skule Bårdsson, Skule Jarl väljer att stödja Håkan Håkansson 1227, i gengäld krävde han att få regera allt land norr om Nidaros stifts sydgräns, Jämtland inkluderat. Skule utsågs till hertig och år 1239 utropade han sig till kung och kröntes vid Öreting i Tröndelag. Håkon Håkonsson, den "rättmätige" arvtagaren till Norges krona blev bestört av Skules svek och tvingades att ingripa. Skule blev dräpt och Håkon tog kontroll över hela det norska riket. 

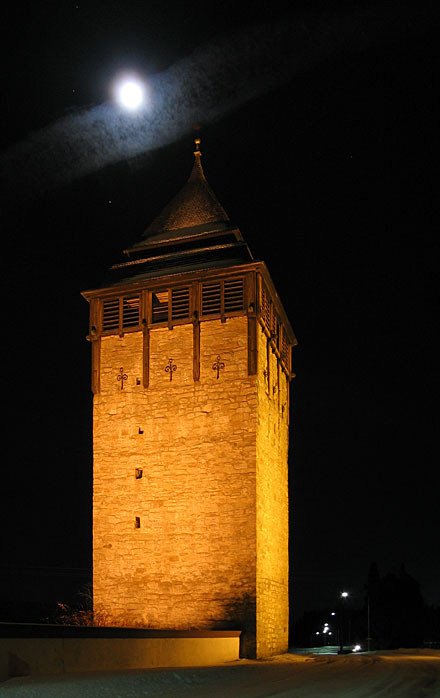
Kastalen i Brunflo.

Håkonsson expanderade det norska riket och utökade sin kontroll över alla skatteländer, han mördade Snorre Sturlasson, han tvingade de norska öarna utanför Skottland att återigen börja betala skatt och även i Jämtland utvidgades hans sfär. Mycket talar för att det var Håkonsson som lät resa kastalen i Brunflo.

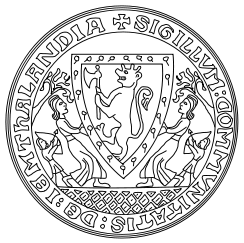
Jämtlands äldsta sigill.

Håkonsson dog sedan år 1263 och hans son Magnus Lagaböter blev konung. Lagaböter (han som botar lagar) gav Norge en landslag år 1276, men Jämtland, som fortfarande hade en särställning, omfattades inte av landslagen. Jämtlands äldsta sigill härrör från Lagaböters tid, närmare bestämt 1274. I mitten av sigillet finns en okrönt sköld med ett yxbeväpnat upprättstående lejon, den norske løve (det norska lejonet). Att skölden är okrönt visar även det om Jämtlands särställning. På varje sida om skölden kan två jämtska jägare med pilbågar riktade mot ekorrar skönjas. Ekorrarnas vinterpäls, gråskinn, utgjorde den skatt jämtarna pålades efter att Sverre erövrade landet. Runt sigillet står en text på latin som lyder "+SIGILLVM:COMMVNITATIS:DE:IEMThALANDIA" (sigillet för allmogen i Jämtland).
Brödratvisterna mellan Birger Magnusson och hertigarna Erik Magnusson och Valdemar Magnusson resulterade i härjningar i Jämtlands östra del år 1309 av hertigarna för att förmå Håkon Magnusson att lämna alliansen med Erik Menved. Håkon Magnusson vädjar i ett brev till trönderna att vinna Jämtland åter. Samme Håkon benämner Jämtland som sitt "östra rike, öystræ rikinu".
Jämtland kom kyrkligt att hamna under Uppsala ärkestift. Det finns emellertid inga dokument som behandlar när Jämtland blev en del av stiftet och när det skedde går inte att klargöra.
När Nidaros ärkestift upprättades år 1152 var Jämtland alltjämt självständigt. Till stiftet fördes Tröndelag, Härjedalen, Hebriderna, Färöarna, Island och så vidare. Tolv år senare, 1164 upprättades Uppsala ärkestift, underordnat ärkebiskopen i Lund. Stiftet var tänkt att verka mot de kvarvarande hedniska kulterna som fortfarande gjorde sig gällande i Sverige och framför allt Norrland. Jämtland, inkluderades inte heller i det här stiftet. Jämtland var inte en del av Sverige. När Skule Bårdsson fick kontroll över Trondheims stift var Jämtland inkluderat. Det går inte med bestämdhet avgöra när Jämtland blev en del av Uppsala ärkestift. Det enda man vet är att Jämtland är det i slutet av 1200-talet. Jämtland kom därför att ha en liknande status som Gotland, politiskt tillhörande en makt, och kyrkligt en annan. Dock var kyrkans makt mycket begränsad i förhållande till den norska kungens.

### Unionstiden
När Håkon Magnusson dog blev Magnus Eriksson kung över Norge och en personalunion mellan Sverige och Norge bildades. Jämtland var då inte längre ett gränsområde och när centralmakten flyttade ökade avståndet mellan den och Jämtland som fortsatte att sköta sina inre angelägenheter självständigt som skatteland under Norges krona.
Eftersom kungen inte hade någon egen representant i Jämtland förlitade sig statsmakten på så kallade hirdmän, till dessa räknas de jämtska ätterna Blix och Skancke.

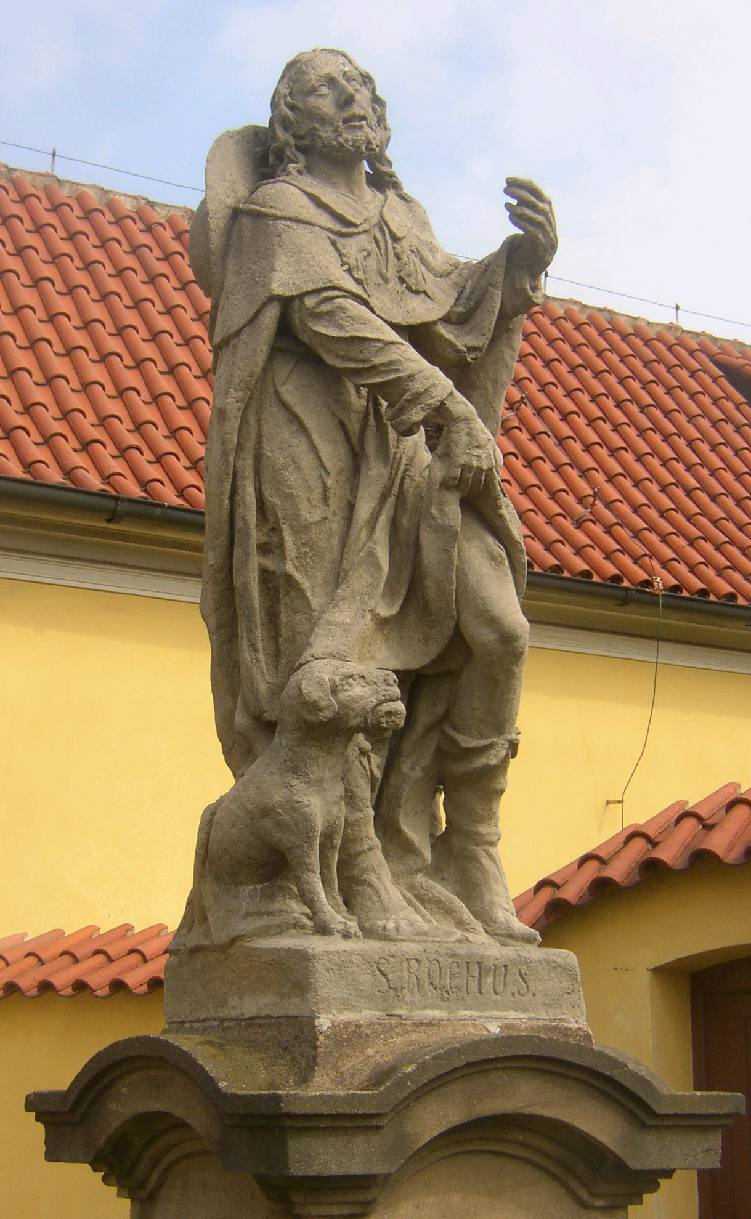
Sankt Rochus blev helgonförklarad för sina gärningar under digerdöden. Han finns porträtterad i bland annat Hällesjö kyrka.

Den norska landslagen, som Lagaböter instiftade på 1200-talet blev i Jämtland gällande från och med 1346, men flera inskränkningar gjordes innan den applicerades. På 1350-talet kom digerdöden till Jämtland, som likt övriga Skandinavien drabbades hårt. En jordbrukskris uppstod också på 1300-talet av flera orsaker som till exempel ett sämre klimat och jordbruk som låg på marginalen drabbades hårdast. Man har hittat flera hundra ödesbölen vilka innan pesten bröt ut utgjorde ungefär en tredjedel av Jämtlands samtliga gårdsbestånd. Själva namnet ödesböle (sv: ödesgård) är ett lånord från jämtskan, vissa ortnamn i Jämtland har till och med fått sitt namn efter händelserna, till exempel Digeråsen och Öd. Digerdöden medförde stora sociala och ekonomiska omvälvningar och den större delen av den norska adeln dog ut och Norges makt likaså. En union med Danmark följer efteråt och som sedan övergår till Kalmarunionen.
Under stora delar av 1400-talet förlänades Jämtland ofta till personer utanför Norge. Först till ärkebiskopen i Uppsala, därefter Dorotea av Brandenburg som erhöll Jämtland som morgongåva av Kristofer av Bayern när de gifte sig 1445, och hon styrde därefter landskapet fram sin död 1495. I högre grad än tidigare lämnades jämtarna åt sig själva, vilket inte gjorde dem mera norska eller svenska, utan snarare jämtska.
Under unionstidens senare del på 1400-talet får Jämtland ett norskt lagting, en domstol, som nämns först år 1479. Lagtinget upprättades på Sproteidet på Frösön och samlades under det engelska helgonet Sankt Botolfs afton den 16 juni. Jämtland kom nu att ha två parallella ting, ett under sommaren och ett under vintern i mars månad i samband med Gregoriemarknaden. Jämtlands lagting skiljde sig från de övriga i Norge, där utsåg kungen alla lagmän, men i Jämtland var det allmogen som utsåg lagmannen. På lagtinget samlades 24 lagrättsmän, landszens 24 (landskapets 24) vilket var två jämtar från vardera av landskapets tolv tingslag i likhet med de lagting som hölls på Orkneyöarna och på Shetlandsöarna.

### Unionsupplösning och reformation

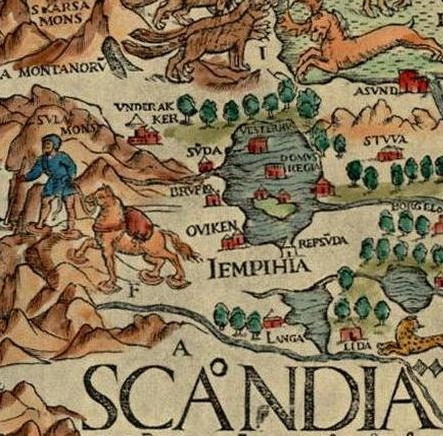
Detalj över Jämtland från Olaus Magnus Carta Marina (1539).

När Kalmarunionen upplöstes var Norge fortfarande för svagt för att hävda sig i Norden och förenades med Danmark år 1536. I samband med det utropades Norge som en dansk provins. Uppdelningen var för Jämtland mycket olycklig, återigen intog man ställningen som ett gränsområde; en Jamtar váru mjök alls í millum — men jämtarna voro midt emellan, som Snorre Sturlasson skrev redan på 1200-talet. Jämtland kom emellertid inte direkt under den danska kronan som Norges Atlanthavsöar gjorde. Jamtamot utvecklas i början av 1500-talet till ett danskt landsting.
Ända sedan Gustav Vasa tog makten i Sverige sökte han att utöka sin egen makt. Redan 1523 ville han att jämtarna skulle alliera sig med honom, men han blev nekad. När Martin Luthers reformation drog igång runt om i Europa var Vasa inte sen med att utnyttja situationen. I Västerås 1527 tvingas prästerskapet acceptera att Vasa och adeln fick rätten att konfiskera kyrkans skatter. Övergången till protestantismen skedde genom reformatorn Erik Andersson, men i Tröndelag i allmänhet och Jämtland i synnerhet var man inte benägen att byta religion, sluta dyrka helgonen och stoppa pilgrimsfärder. Från Trondheim stred i flera år ärkebiskopen Olav Engelbrektsson för katolicismen, men förlorade och flydde Norge. I Offerdal revs de sista katolska kapellen så sent som 1622. Gustav Vasa tog kontroll över kyrkan och Jämtland hade två kungar över sig, i politisk hänseende lydde man under den danska kungen och i kyrkligt hänseende lydde man nu även under den svenska. Gustav Vasa försökte att hävda kyrkans (alltså hans eget) intresse i landskapet. Den svenska kyrkans makt i Jämtland var emellertid mycket låg och strikt reglerad av tidigare dansk-norska kungar. Han gav upp sina planer och det rådde ingen konflikt om Jämtland efter 1540-talet. Istället försökte han att dra nytta av Jämtland ekonomiskt. Jämtarna tvekade inte att till sin egen fördel använda positionen mellan Norge och Sverige. Ömsom klagade man till kyrkan, och ömsom till kungen. Eftersom Jämtland var fattigt på svenska mynt beordrar Gustav sina män att köpa upp varor som jämtarna sålde, främst skinn. Han tappade dock efter en tid intresse för det hela och förbjöd jämtarna att bland annat köpa koppar ifrån Sverige 1551. På grund av handelsregleringarna riktade sig jämtarna allt mer västerut.
År 1561 bad jämtarna Fredrik II om att få betala sin skatt såsom man alltid hade gjort med hermelinskinn och pengar, vidare ville jämtarna få in lite danska mynt i landskapet, som det nu rådde brist på, annars kunde man enbart betala med svenska mynt.

## Krigstiden

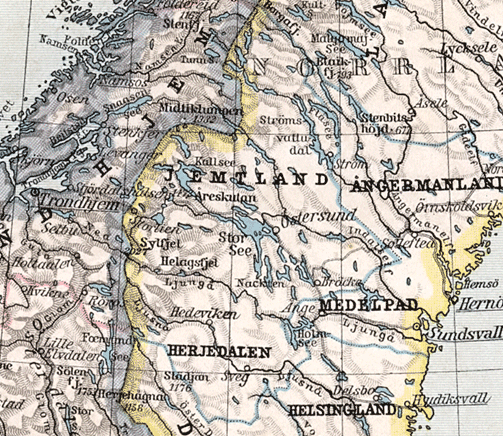
Jämtland - landet mitt emellan, till såväl Bottenhavet som Norska havet är det bara ett tiotal kilometer, vilket har gjort att landskapet ofta varit ockuperat. Karta över dåvarande Jemtlands län från 1905

Det krig som utbröt 1563 kom inte som någon överraskning, länge hade den danska och den svenska kungen sökt konfrontation. För Jämtland innebar det nordiska sjuårskirget en början på 250 år av turbulens, ofärd och statsbyten - krigstiden. Sverige hade nyligen koloniserat lappmarken och stärkt sitt grepp om Bottenhavet. Jämtland östgräns gjorde "den svenska midjan" så liten som 7 mil. Erik XIV fruktade att Danmark-Norge skulle dela Sverige i två delar och anföll Jämtland. Han klargjorde för sina trupper att de skulle "ströva, plundra och ihjälslå allt det de kunna" om jämtarna vägrade att svära en trohetsed till honom. Jämtarna svor honom trohet, därefter drevs svenskarna ut och en ny ed avkrävdes, nu till den danska kungen. Svenskarna återkom och Jämtland förblev ockuperat till 1569 då Jämtland återtogs av norrmän, därefter svenskar, sedan norrmän och svenskar igen. När kriget var över återlämnades Jämtland till Norge och Danmark i december 1570. Resultaten av freden i Stettin innebar att Sverige avsade sig alla anspråk på Jämtland och att provinsen överfördes till Nidaros i kyrkligt hänseende. Det gamla jämtska sigillet avskaffades och man erhöll ett nytt 1575, en sköld med två Olavsyxor på. Västerhus kapell blev en dansk skola 1578 men lades senare ned, samma år är Jämtland för första gången representerad på Herredagen i Trondheim. Jamtamot förbjuds av Kristian IV i led med den danska statsmoderniseringen. Tinget fortsätter emellertid att hållas i hemlighet i skydd av Gregoriemarknaden. Men det är först 1597 som en aktiv politik förs för att knyta Jämtland allt närmare Norge och Jämtland blir senare en del av Trondheims län och delar lagman med trönderna.
En gemensam nämnare för alla krig Jämtland var involverad i under den här perioden var att gränserna bestämdes av krigslyckan i syd. Baltzarfejden som inleddes 1611 var inget undantag. När kungen fick höra om länsherren i Trondheims planer på att anfalla in i Sverige från Jämtland beordrades legoknekten Baltzar Beck att erövra Jämtland. Becks armé gick mycket brutalt fram och av oro svor jämtarna återigen en ed, vilket blivit ett sätt att överleva. Något man senare fick ångra bittert. Trots eden brände Beck byar i Kall, Undersåker och Åre, enbart ett fåtal skonades. När Jämtland var intaget började svenskarna att bygga skansar. Kriget avgjordes senare i Sydskandinavien och av vredesmod lät Kristian IV beslagta hemman av 1300 jämtska bönder (av totalt 1470), de enda som klarade sig från räfsten i Jämtland var Årebönderna som flydde till Norge i ett tidigt skede. Kristian IV utkrävde även böter av de otrogna och fråntog Jämtland alla de privilegier man tidigare haft. Jämten blev nu för första gången i historien beroende av överheten och förlorade sin fria ställning. En intensiv fördanskningskampanj inleddes sedan, fogdarna som tillsattes var kända som "bondeplågare". Som ett straff förbjöds Jämtarna att besöka Svenska städer för att idka handel. Detta, i kombination med straffskatter,  gjorde att fattigdomen ökade till den grad att ingen skatt kunde tas ut för året 1624.

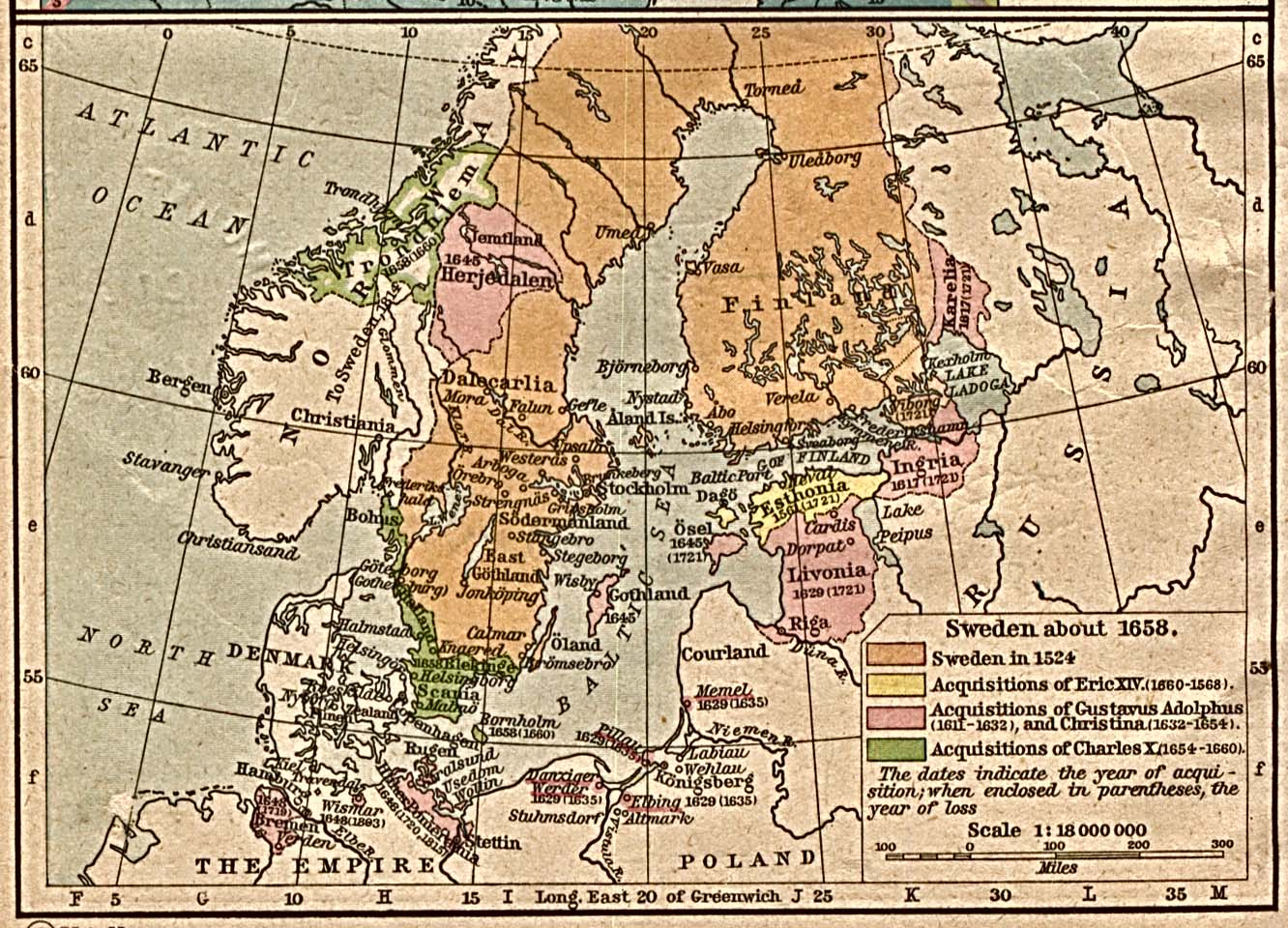
I och med Freden i Roskilde återförenades Jämtland och Tröndelag i Trondheims län, föreningen varade dock enbart i två år och Tröndelag blev åter danskt efter Karl X Gustavs andra danska krig.

Nästa ockupation inträffade i samband med Hannibalsfejden, en del av Torstensons krig. Jämtland togs i befattning den 20 mars 1644. Svenskarna började restaurera skansar, varav en i Mörsil. Ockupationen gick emellertid dåligt, i mitten av maj drog Norges ståthållare Hannibal Sehested in i Jämtland med norrmän och jämtar med sig. Vid Kristi himmelsfärd bjöd en jämtsk bonde, Olof Svensson halva Mörsils skans besättning till ett gästabud på sin gård i Bye. Efter att festen hade pågått ett bra tag gick jämtarna obemärkt ut och signalerade till norrmännen som låg i bakhåll. Samtliga 50 svenskar som hörsammat inbjudan miste sina liv. En liknande händelse skedde i Alsen där 20 svenskar lönnmördades. Jämtland var återigen i norska händer. I södra Norden gick kriget emellertid bra och vid fredsförhandlingarna krävde Sverige att få Skåneland, danskarna vägrade och en kompromiss antogs i Brömsebro 1645. Resultatet av den kompromissen var att Jämtland nu blev en del av Sverige. 
| ”                    | Jämtland och Härjedalen skall med land, folk, skansar, höghet, härlighet, jurisdiktion, andlig och världslig skatt, ingäld ränta och rättighet tillfalla Sverige | „ |
| – Freden i Brömsebro | |   |

Vid övergången till Sverige hamnade Jämtland i det nybildade Härnösands län och bönderna fick tillbaka rätten till sina gårdar. Vissa rättigheter, som jakt erkändes samtidigt som handelshinder infördes.
Nästa krig lät inte vänta på sig, under Karl X Gustavs första danska krig erövras Jämtland i slutet av augusti 1657 av en norsk här på 2 500 man under Jörgen Bielke och norrmännen hyllas som befriare. Frösö skans höll ut till den 17 november då dess befälhavare, major Jon Andersson Myre, kapitulerade till norrmännen. Den svenska landshövdingen noterar att "jämtarna av den infödda sorten är lika norska som de som bo i Norge". Krigen bestäms alltjämt i söder och när Stora Bält frös till is tågade Karl X Gustav över sundet och freden i Roskilde slöts varvid Jämtland återlämnades till Sverige.
Under skånska kriget 1677 tog jämtarna helt och hållet ställning - och valde Danmark-Norge. Misstron mot det svenska styret var väl utbrett i provinsen. När ryktet nådde landshövding Carl Larsson Sparre om en norsk mobilisering på andra sidan Kölen sökte han stöd hos Jämtlands befolkning. Han blev lovad manskap, hästar och båtar. Men när han väl behövde det här så hade jämtarna gömt sina båtar, tagit med sig sina hästar och flytt till skogs. Förbittrad över jämtarnas "otrohet och skälmstycke" utlyste Sparre ett nytt möte, men enbart en äldre herre kom dit. Sparres källor i landskapet försåg honom hela tiden med bristfällig information och när 2 000 norrmän hade kommit in i Jämtland så visste inte svenskarna om det. Jämtar i den svenska armén går över till Norge och när landshövdingen drivs ut ur Jämtland bedriver östjämtarna snapphaneverksamhet mot Sparre och hans retirerande manskap. Fyra dagar tog återerövringen och bondsonen Fastessons nidvisa som skrevs samma år sjöngs av jämtar runt om i landskapet.
| ”                                      | Vii hafva nu lefft uti 30 åhrs tijdh allt under Sveriges chrona uti strijdh och tyrani ingen persohn att skona. Tiig vari priss o Gudh, vår vän, som gaf oss danske kungen igen med gledie. | „ |
| – Sista versen från Fastessons nidvisa | |   |

Kriget vanns emellertid av Sverige. För otroheten fick man betala, om än inte lika mycket som man fick i Skåneland.

## Sverigetiden

### Försvenskningen av Jämtland
Direkt efter det svenska övertagandet av Jämtland inleddes en försvenskningsprocess av landskapet. År 1646 upprättades Ångermanlands, Medelpads och Jämtlands regemente som skulle försäkra kontrollen över Jämtland. Härnösands stift bildades 1647 med samma syfte. Den svenska kontrollapparaten var mer avancerad än den danska och försvenskningsprocessen skedde även den med större vilja och resultat än den initierad av den danska statsmakten. De resterande delarna av Jamtamot införlivas i ett svenskt landsjämnadsting — Jämtlands landsjämnadsting och blev underordnad den svenska landshövdingen. Från den svenska statsmakten planerade man även att anlägga en svensk stad i Jämtland. Drottning Kristina krävde att en skans skulle upprättas på Andersön strax efter övertagandet, för att tillsammans med Frösö skans säkra den svenska kontrollen över Jämtland. Hennes avsikt var att inom skansen anlägga "Jämtarnas stad", varvid lokalbefolkningen drevs därifrån. För att bygga skansen beordrades jämtar till tvångsarbete år 1651 men efter protester och brist på kapital avslutades arbetet år 1654. Strax därefter, år 1655, skedde en kraftig revolt i Storsjöbygden. Sju av Jämtlands dåvarande tolv tingslag deltog men det kvästes. Deras straff blev enbart böter. Karl X Gustav uppmanade därefter sina undersåtar att ta det mer varsamt i fortsättningen så att fler uppror inte uppstod. Samma år skickas unga jämtar ut i krig ned till Polen och Nowodwor. När norrmännen hyllas som befriare 1657 läggs planerna om en svensk stad i Jämtland ned helt och hållet.

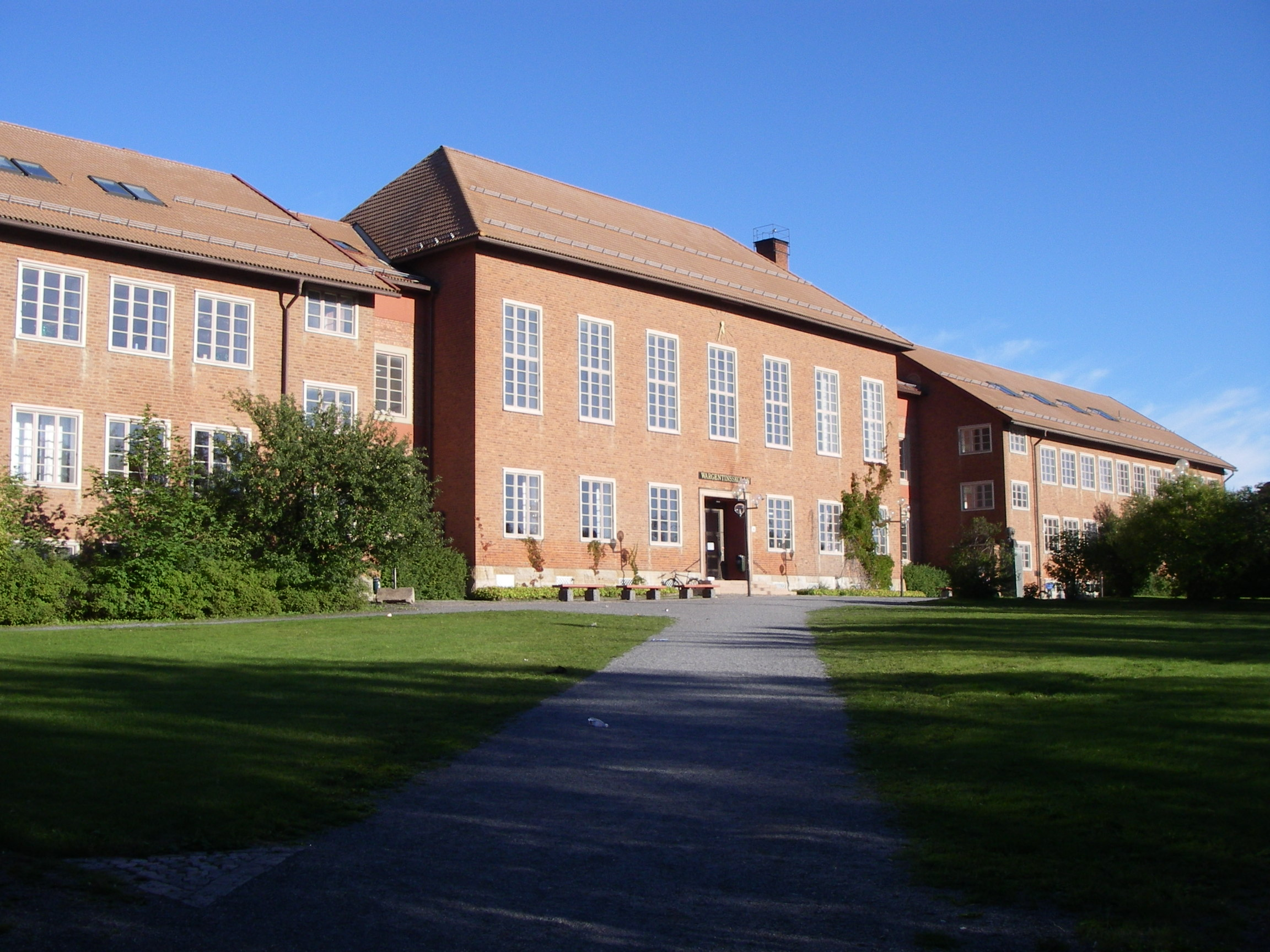
Wargentins gymnasieskola har direkta anor till Frösö trivialsskola som grundades i led med försvenskningen av Jämtland. Pehr Wilhelm Wargentin läste själv på trivialskolan under 1700-talet.

Försvenskningen fortsätter alltjämt, om än mer diskret nu. I inledningen av Skånska kriget, september 1676 fick Västernorrlands landshövding Carl Larsson Sparre i uppgift att bistå den södra svenska fronten. De jämtska tremänningarna vägrade att lämna Jämtlands gränser. Sparre försökte förmå dem att ge sig av söderut och försäkrade dem att de inte skulle behöva tjänstgöra i den svenska flottan. Varvid de började marschen söderut, men efter ett par dagar deserterade ett hundratal och korsade gränsen för att bistå den norska armén i det som kom att bli återerövringen av Jämtland. Även soldater från Ångermanland och Medelpad deserterade under marschens gång. Vid slaget vid Lund skickade den svenska krigsmakten fram en brigad bestående av jämtar först och alla miste sina liv.
Jämtarna sågs fortfarande som opålitliga och 1674 bestäms det att en skola skall upprättas på Frösön. År 1679 står sedan Frösö trivialskola klar, den enda i sitt slag. Den upprättades för att förhindra jämtarna från att utbilda sig vid katedralskolan i Trondheim (Byn som den kort och gott benämns i jämtska), som man gjort i flera år av tradition. År 1688 skrivs det ett kontrakt, Brunflotraktaten mellan den svenska staten och allmogen i Jämtland. I kontraktet slogs det fast att jämtska styrkor inte fick lämna provinsens gränser utan skulle enbart användas till att försvara landskapet.
Den 3 februari 1699 slog Karl XII fast att Jämtlands befolkning i fortsättningen skulle vara lika ansedda som de andra svenska undersåtarna — sist av alla erövrade landskap. Jämtland sågs då som de facto svenskt.

### Katastrofen på Öjfjället

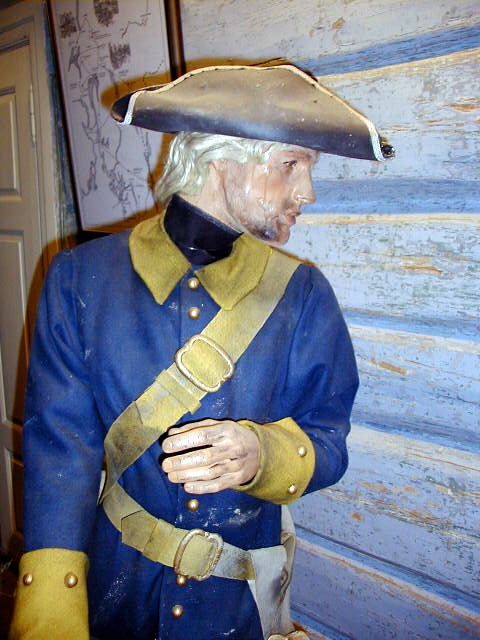
Omkring 3 000 karoliner omkom i västra Jämtlands fjälltrakter 1718–1719

Året därpå inleddes det Stora nordiska kriget. Eftersom kriget blir långtgående ville den svenska staten mönstra jämtar för tjänstgöring i Tyskland. Jämtarna vägrade såväl 1712 som 1713. De hänvisade till Brunflotraktaten där det stod att de skulle försvara Jämtland - ingenting annat. 
1718 rev Karl XII upp Brunflotraktaten och Jämtlands dragonregemente blev förtrupp till den finska hären av karoliner ledd av Carl Gustav Armfeldt som skulle erövra Trondheim. Styrkorna samlas i trakterna kring Duved och bestod av flera tusen man. Fälttåget inleddes den 9 augusti då Jämtlands dragoner begav sig av, elva dagar senare hade samtliga regementen avtågat från Duved. Tåget gick från Jämtland genom Skalstugan och in i Norge där Stene skans på vägen mot Levanger intogs. Fälttåget gick emellertid mycket dåligt i och med att hösten förde med sig kyla, genom logistiska problem samt sjukdomar. Tåget stannades således upp, vilket gjorde kung Karl XII mycket missnöjd och han beordrade den 15 oktober Armfeldt att inta Trondheim. Resan dit tog sju dagar men väl framme upptäckte de att tröndernas försvar hade förstärkts kraftigt, vilket ledde till att ingen sida valde att anfalla den andra. 

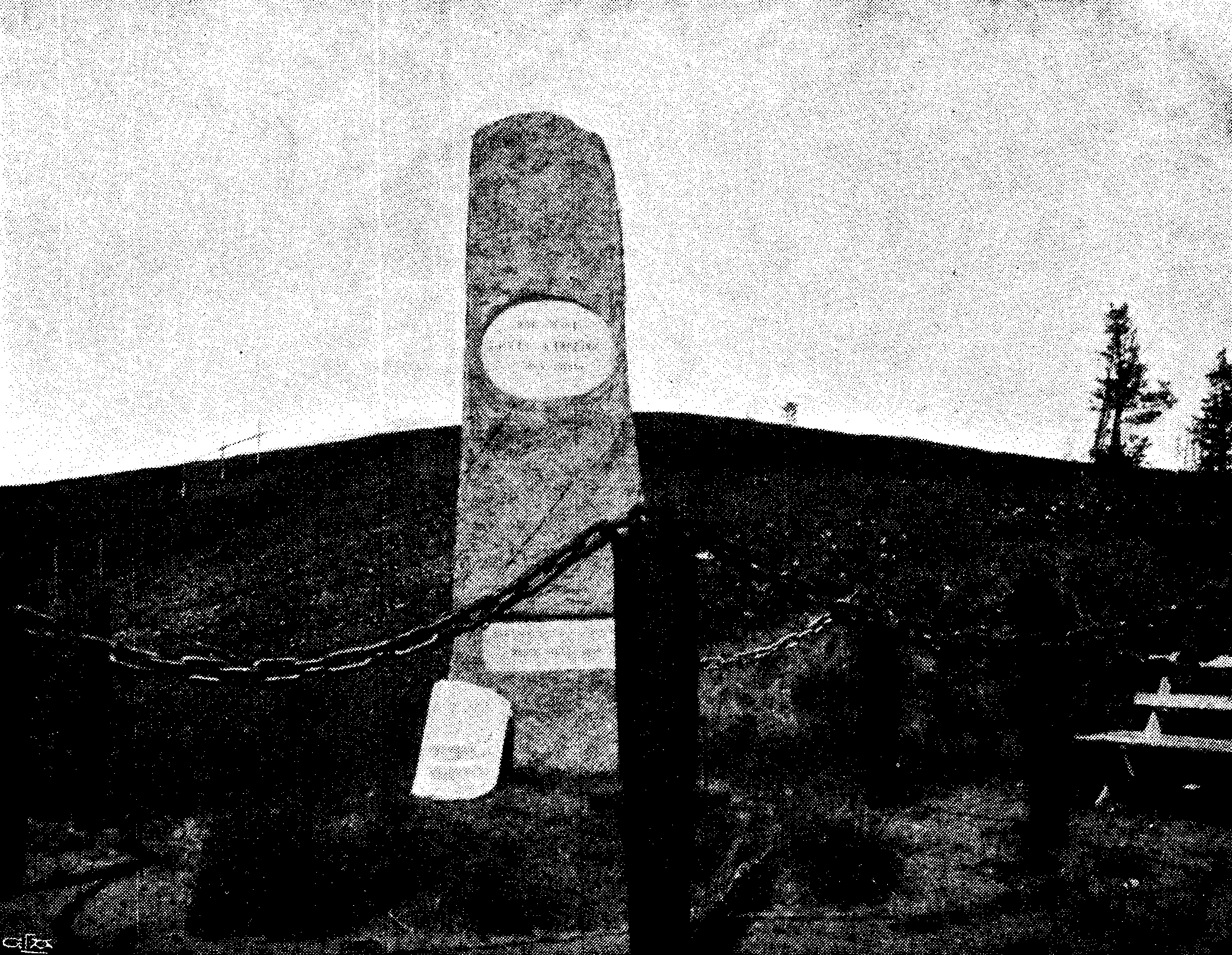
Äldre foto på karolinermonumentet i Ånn.

Den 30 november stupade Karl XII av en norsk kula i Fredriksten. Efter ett par veckor nådde nyheten Armfeldt som då vände söderut mot Melhus. Därifrån fortsatte han österut mot Tydal för att sedan åter bege sig till Jämtland och Sverige. 
Väl på fjället vid nyår 1719 blåste en kraftig snöstorm upp vilket förstärkte kylan. Många soldater var illa klädda, över 3 000 dog på fjället och av de överlevande förfrös många sina händer, fötter, armar och ben. När man nådde Enan högg man ett hål i isen och följde vattnet till gårdarna i Handöl, dit forslades stora mängder brännvin som användes som bedövningsmedel för de arma soldater som klarat sig. Den här marschen har fått namnet katastrofen på Öjfjället och i Handöl och Duved står idag monument till minne av de som dog i den största krigstragedin i Jämtlands historia.
De drygt 3 000 kroppar som blev kvar i fjällen bidrog till att rovdjursstammen i området växte kraftigt.

### Frihetstidens näringspolitik
Karl XII död medförde en vändpunkt i Sveriges historia. Stormaktstiden var över och tiden som följde brukas i svensk historieskrivning benämnas Frihetstiden. Visioner om ett mer livskraftigt samhälle formades och fick gehör. Hattpartiets nyodlingspolitik gjorde att stora områden i Jämtland bebyggdes. Den nya bebyggelsen i norra Jämtland gick som en halvcirkel runt Storsjöbygden, tidigare slutade den vid Ström och Föllinge men nu togs nya hemman upp i till exempel Hotagen och Laxsjö. I väster växte bebyggelser upp vid Kallsjön och i öst vid Borgvattnet, Stugun och Ragunda. Södra Jämtland påverkades inte av politiken över huvud taget, bortsett från en liten del av Rätan. Markerna (så kallade avradsland) som bebyggelsen upprättades på var innan fjäll- och skogsområden tillhörande de jämtska bönderna men tillföll staten genom avvittring. I Jämtland fanns det hemmansägare som hade enorma avradsland. Avradslanden var från början tänkt som stöd till små hemman i form av jaktmarker, slåtter och betesmarker.

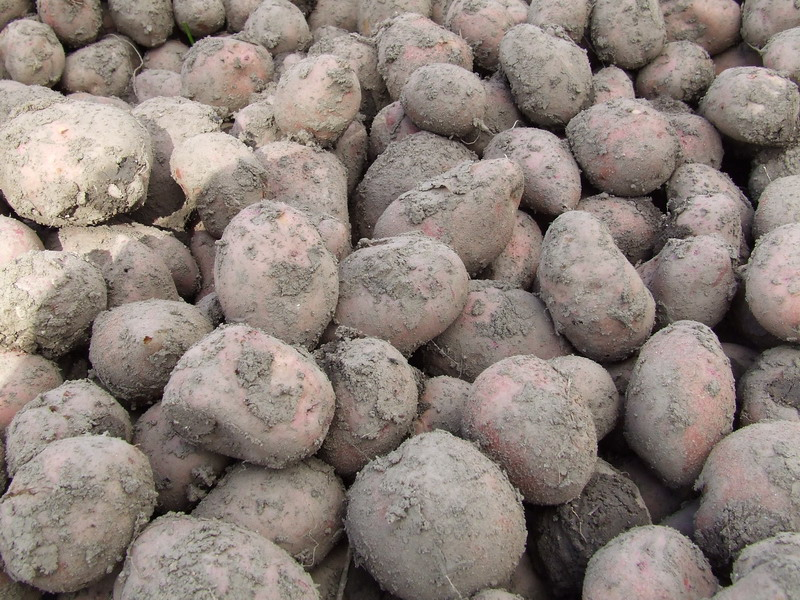
Potatis kom att benämnas peran/perer (päron) i jämtsk dialekt.

Den enda möjligheten, sades det, till nyodling i Jämtland var att stycka upp avradslanden och fördela dem till fler jordbrukare. Bönderna protesterade upprepade gånger mot vad de tyckte var orättvist gjort av staten i riksdagarna men det hjälpte föga. Företrädaren av politiken var kronans förlängda arm i länet, Per Abraham Örnsköld. Den hårt drivna reformpolitiken gjorde honom impopulär bland allmogen, vilket förklarar hans kortvariga ämbete (enbart sju år 1762-1769). Reformerna gav i vart fall resultat och Jämtland hade en positiv befolkningstillväxt. Det största framsteget var införandet av potatisen i det jämtska jordbruket. Under svagare år behövde jämtarna inte längre blanda bark och halm i brödet för att överleva. Även införandet av spannmålsmagasin hade en stor positiv inverkan på landet. Näringspolitikens företrädare uppmuntrade även jämtarna att leta efter mineralfyndigheter. Eftersom Jämtland haft en lång tradition av utvinning av myrjärn antogs det att det fanns gott om metaller i landskapet. Det hela resulterade i öppnandet av gruvor runt om i Jämtland, där de mest kända och framgångsrikaste var Fröå och Bielkes gruva, förädlingen av mineralerna skedde på Huså bruk.

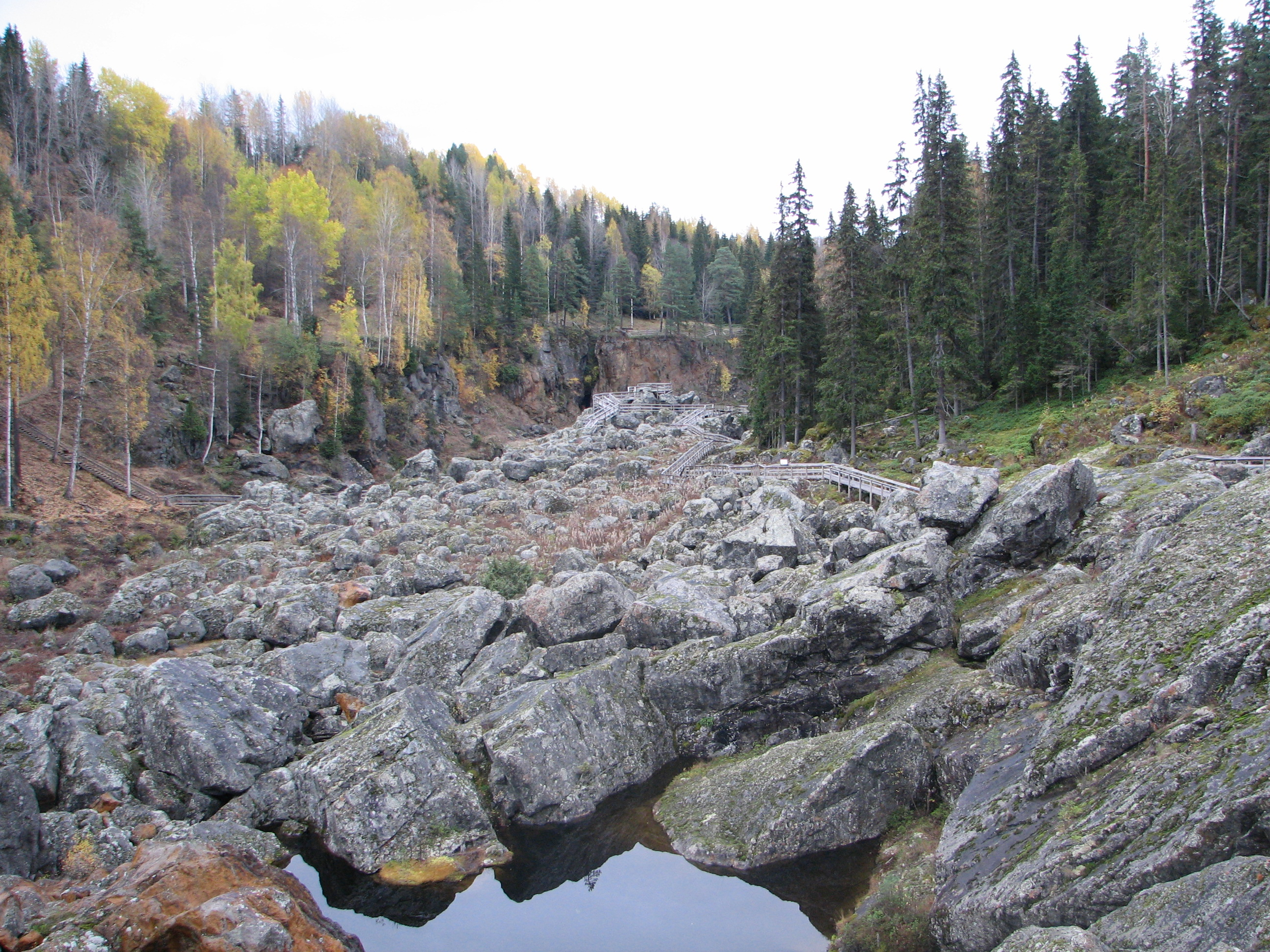
Döda fallet

Frihetstiden slutade efter år av korruption genom Gustav III:s statskupp som resulterade i 1772 års regeringsform och inledningen av den gustavianska tiden. Men visionerna och framtidsoptimismen levde vidare.
Skogen lyftes fram som Jämtlands värdefullaste tillgång. I Ragunda kunde man enbart utnyttja en liten del av skogen eftersom Storforsen utgjorde ett naturligt hinder på Indalsälven för att flotta timmer. Sågverkstäderna längs Norrlandskusten såg gärna att den jämtska skogen blev tillgänglig. För att bereda en flottled förbi Storforsen bildades 1794 Storfors Bolag och Magnus Huss från Sundsvall fick i uppdrag av bolaget att genomföra dragningen av flottleden. Detta skulle ske genom en rullstensås, som visade sig vara för porös för att motstå vattentrycket. Den 6 juni 1796 slutade det hela med en av Skandinaviens största naturkatastrofer, när timmerrännan skar genom grusåsen och hela Ragundasjön på endast fyra timmar tömdes på allt sitt vatten, varvid Gedungsen torrlades och tystnade och Döda Fallet tillkom.

### Grundandet av Östersund
1758 fick planerna om en stad i Jämtland nytt liv. Initiativet kom från en privatperson, men från myndigheternas håll såg man inte ett behov av att anlägga en stad i Jämtland. Förslaget gjorde dock att debatten om huruvida Jämtland skulle ha en stad eller inte tog fart på riktigt. Från Norrlandskustens städer restes krav om att en stad skulle anläggas i Jämtland för att förhindra de jämtska forböndernas lukrativa gränshandel över Kölen. Jämtarna negligerade ofta jordbruket för att ägna sig åt långväga handelsresor samt landsbygdshandel. Med en stad skulle det här kunna stoppas och staden skulle även kunna säkra varutillförseln till kusten som varit bristfällig under en längre tid. Ur militärstrategiskt perspektiv var även upprättandet av en befäst stad i Jämtland gynnsamt, när Sverige inte längre var någon stormakt. Flera olika förslag till lokaliseringar fanns, bland annat Huså, då Jämtlands största ort, samt Ede utanför Brunflo, Krokom och Sunne. Även Frösön hade föreslagits men lotten föll till sist på Östersundet, som ansågs mest fördelaktigt
År 1786 grundades så Östersund av kung Gustav III genom att Odensalaböndernas utmarker vid Östersundet införskaffades för ändamålet. Det enda som fanns på området vid den tiden var huvudvägen och bron till Frösön, Jämtlands dåvarande centralort.

### Jämtland under Napoleonkrigen
1792 mördades Gustav III och den unge Gustav IV Adolf blev kung. Den franska revolutionen hade inträffat tre år tidigare. Brumairekuppen av Napoleon Bonaparte skedde i Frankrike 1799 och Napoleonkrigen startades. Gustav IV Adolf ansåg att Napoleon var antikrist och allierade sig med England och Ryssland mot Frankrike. 
Krigsförklaringen kom 1805 men kriget gick inte bra för Sveriges del. 1807 slöts Freden i Tilsit mellan Ryssland och Frankrike. Napoleon förmådde tsar Alexander I att attackera Sverige, eftersom Sverige inte ville ansluta sig till kontinentalsystemet. Ryssland anföll 1808 och finska kriget var ett faktum. Danmark såg sin chans att ta hämnd på Sverige genom att återerövra sina forna provinser och förklarade därför krig samma år. 
Missnöjet mot Gustav IV Adolf var stort och oron likaså, Ryssland och Danmark-Norge planerade att dela Sverige mellan sig och Norrland skulle tillfalla Ryssland. Danmark-Norge ville emellertid återta sina sedan 1645 förlorade landskap Jämtland-Härjedalen och tänkte göra så innan Ryssland tog dem, Danmark-Norge inledde så en offensiv 1808. Det sista slaget i Jämtlands historia var slaget vid Hjerpe skans i Järpen den 16 augusti där två män från vardera sida dödades. Skansen lyckades försvara sig och den norska hären vände tillbaka till Norge. Under vintern 1808–1809 skedde inga stridigheter mellan Danmark-Norge och Sverige.

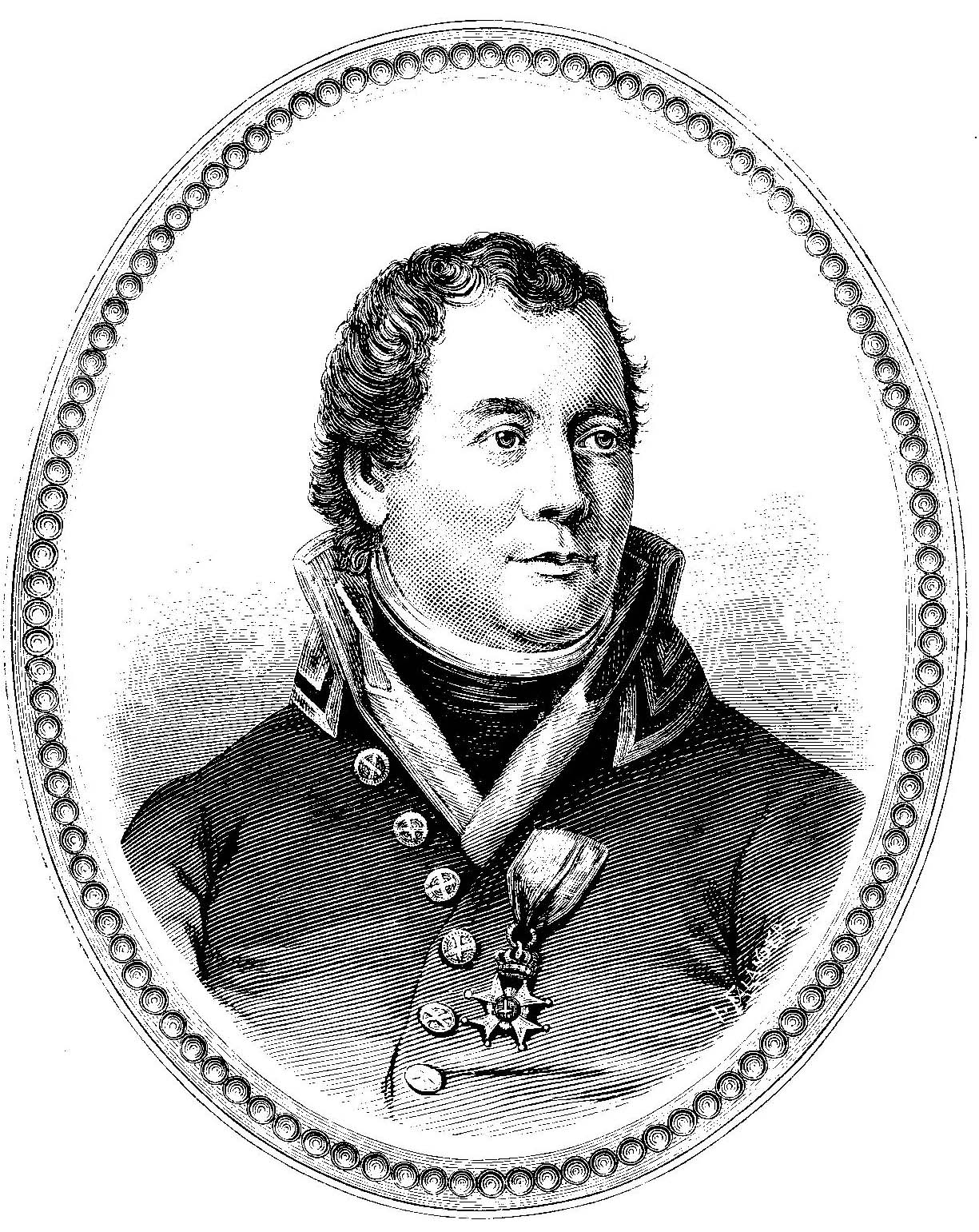
Georg Adlersparre föddes i Hovermo i Myssjö socken, "Snilleriket" i södra Jämtland. I Hovermo restes 1903 en stor minnessten tillägnad Adlersparre med texterna: "Fäderneslandets räddare", "Frihetens väktare", "Folkets vän" och slutligen "Jämtar reste stenen".

Officerarna i den så kallade västra armén utsåg jämten Georg Adlersparre till deras ledare mot Gustav IV Adolf. Den 7 mars 1809 skrevs en "proklamation" i Karlstad. 
| ”                                                                                                  | Ett betydligt antal krigsmän hafwa gripit till Wapen, för att nalkas Hufvudstaden och återgifwa Fred åt wårt gemensamma nu olyckliga, styckade, döende Fädernesland. | „ |
| – Befälet öfwer de i Wermland förlagda Troupper (Adlersparre), utrag ur proklamationen 7 mars 1809 | |   |

Den 8 mars avtågade de från Värmland för att störta kungen. Den 12 mars fördömer kungen upproret och hotar Adlersparre med dödsstraff om han inte avbryter tåget mot Stockholm. Den 13 mars utför högadeln med Carl Johan Adlercreutz i spetsen en motkupp efter kungens försök att ta kontroll över den södra armén. Motkuppen genomfördes för att förhindra ett annalkande inbördeskrig. Adlersparre var skeptisk till motkuppens företrädares intentioner och fortsatte tåget, trots vapenhot, och nådde Stockholm den 21 mars. Adlersparre deltog därefter i arbetet att utforma en ny regeringsform.
Ryssarna hade oerhörda framgångar i finska kriget och år 1809 hade de nått Norrland. Fälttåget i Jämtland inleddes i ett nytt led att ta Jämtland innan ryssarna gjorde så. Den danska prinsen Karl August, befälet över de norska trupperna och aspirant på den svenska tronen, ville inte anfalla Sverige. Han utsattes dock för hårda påtryckningar av kung Fredrik VI av Danmark. Meningen med kriget för Danmark var territoriella vinster och en invasion av Skåne gick inte att genomföra. Hjerpe skans intogs av 1 800 norrmän ledda av generalmajor von Krogh den 16 juli då 200 svenskar ledda av överstelöjtnant Nordenadler flydde skansen. Därefter fortsatte de vidare mot Mörsil och Alsen.
1809 års regeringsform antogs den 6 juni. Adlersperre var personlig vän med Karl August och efter Adlersparres uppmaning utsågs han till Sveriges kronprins den 18 juli då han adopterades av "marionettkungen" Karl XIII. Georg Carl von Döbeln planerade att slå mot norrmännen i Jämtland. Men när von Krogh och hans mannar fått höra att en dansk prins blivit utsedd till kronprins av Sverige fanns det inte längre någon anledning till att fortsätta kriget och de vände tillbaka till Norge. Den 25 juli 1809 undertecknade von Döbeln och de norska truppernas ledare kapten Georg Frederik von Krogh vapenstillestånd i Bleckåsen i Alsens socken. Fredsavtal tecknades och som följd hamnade hela Finland i ryska händer.

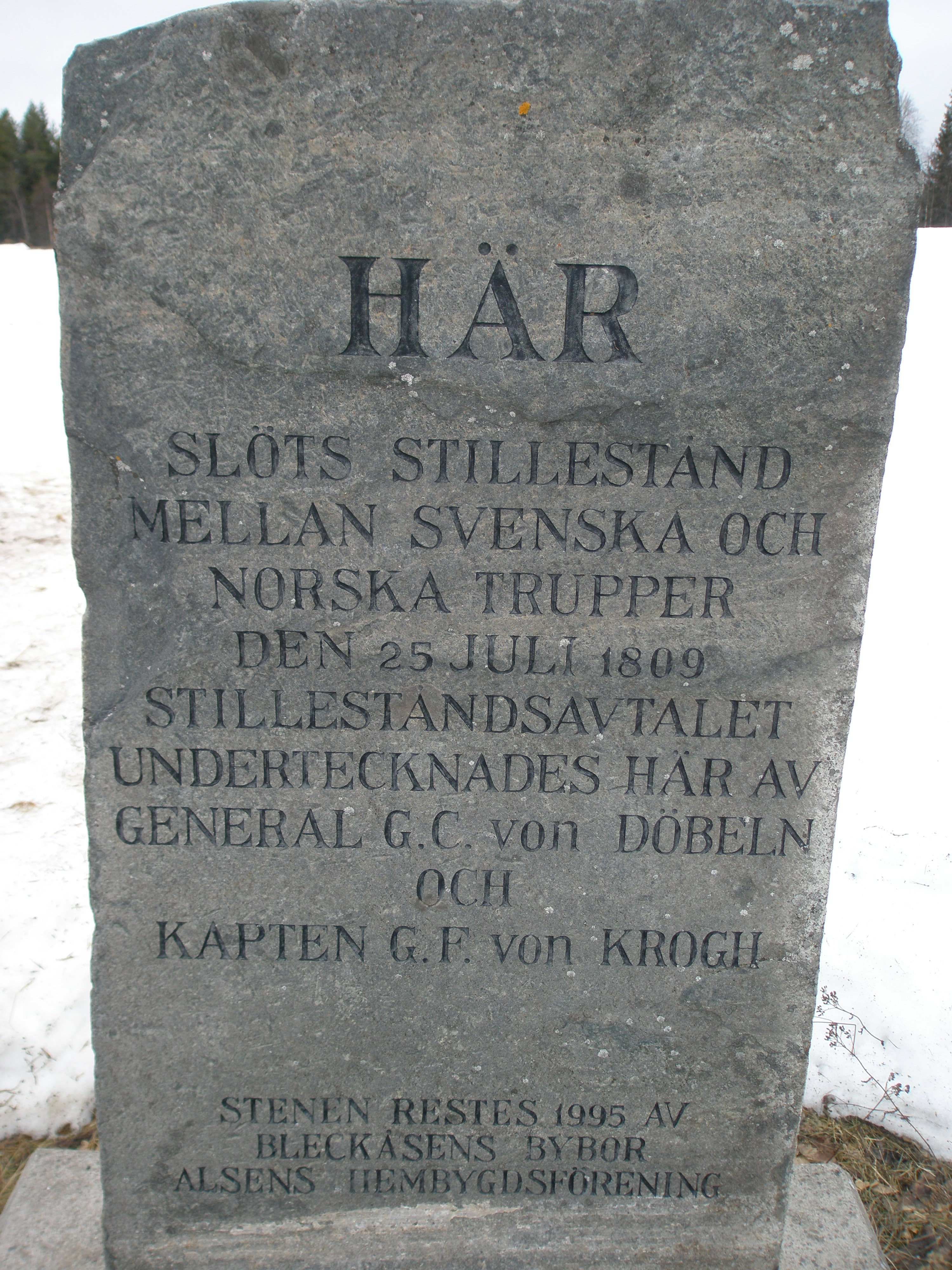
Minnessten över konventionen i Bleckåsen.

Kronprins Karl August dog emellertid i slutet av maj 1810. Adlersparre fick en egen son kort därefter som han döpte till Carl August. Sverige fick då en ny kronprins, fransmannen Jean Baptiste Bernadotte. År 1810 bifölls även en motion av den jämtska riksdagsmannen Anders Nilsson i Stugun vilket resulterade i att Jämtland och Härjedalen blev en egen administrativ enhet, Jämtlands län. Östersund blev residensstad. Den förste landshövdingen för det nya länet blev jämten Anders Wasell, som aktivit stöttat Georg Adlersparre under revolutionen och var nära allierad med Anders Nilsson i Stugun.
När Jean Baptiste Bernadotte blev kronprins antog han namnet Karl Johan, senare Karl XIV Johan. Napoleonkrigen fortsatte och Sverige stod alltjämt på Storbritanniens sida. Napoleons ryska fälttåg 1812 var ett kraftigt nederlag för kejsaren och krigslyckan hade vänt. Danmark var allierad med Napoleon och Karl Johan anfaller Danmark, vilket resulterar i Freden i Kiel varvid Sverige och Norge ingår i en union. Den 17 maj 1814 antogs den norska grundlagen (baserad på Montesquieus maktdelningslära) i Eidsvoll och den folkvalda församlingen valde därpå den danska arvprinsen Kristian Fredrik (sedermera Kristian VIII av Danmark) till norsk kung. Men utan utländskt stöd kunde inte den nya regimen i längden stå emot Karl Johans krav på Kieltraktatens uppfyllande, och fick efter en kort militär intervention ge vika. Den 4 november 1814 enades så det norska stortinget och de svenska förhandlarna om villkoren, och en reviderad norsk författning antogs och marionettkungen Karl XIII (i Norge Karl II) valdes till norsk kung.

## Svensk-norska unionstiden
Under hela 1800-talet ökade befolkningen i Jämtland, i likhet med övriga Sverige enormt. Åren 1841–1850 beräknas även Jämtlands läns mortalitet vara så låg, 12.95 promille, att det skulle röra sig om världsrekord.
Jämtarna hade länge verkat för att göra Sverige och Norge till likvärdiga stater i unionen och ofta manat Sverige till att försöka komma ikapp Norge i samhällsutvecklingen. År 1903 firade den svenska fredsrörelsen sitt 20-årsjubileum i Östersund genom ett stort nordiskt fredsmöte. Sverige och Norge gick skilda vägar 1905 vilket sågs som ett allvarligt bakslag för regionen. Tillsammans med härjedalingarna kom Jämtlands befolkning att påverkas mest av separationen då de naturliga och historiska förbindelserna från kust till kust medvetet negligerades och förbindelsen från norr till söder förstärktes.

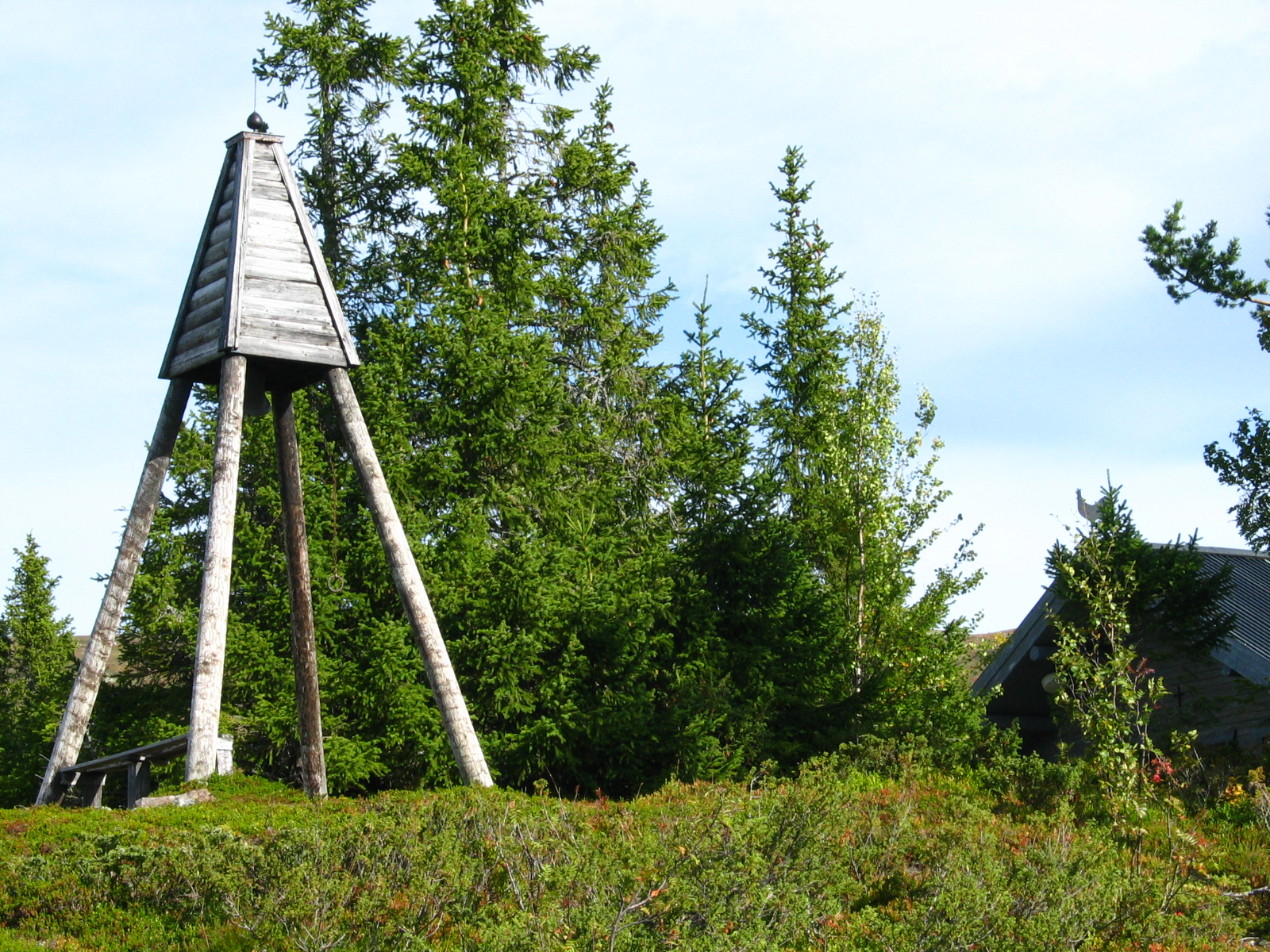
Klockstapel i Arådalen omgiven av grönt guld.

### Jämtlands gröna guld
När industrialiseringen av Västeuropa tog fart ökade efterfrågan på virke explosionsartat. Efter det lyckade (eller misslyckade) kanaliseringsarbetet av Storforsen i Ragunda var det största hindret för timmerflottning borta. Den statliga Strömrensningskommittén föreslog flera projekt. Krångedeforsen var tänkt att kanaliseras och Gesunden skulle tömmas på vatten. Även Storsjön skulle tömmas på vatten genom etableringen av en kanal vid Hissmofors. Alternativt skulle Storsjöns vatten överfördelas till Ljungan. Strömsrensningskommittén ansåg att när väl minnet av Döda Fallet hade utplånats så skulle allmogen ställa sig mycket positivt till förslagen. Så blev det emellertid inte, de som bodde längs Indalsälvens nedre del hade inte glömt katastrofen som skedde när Ragundasjön tömdes på vatten och dessa sjöar var långt större. 

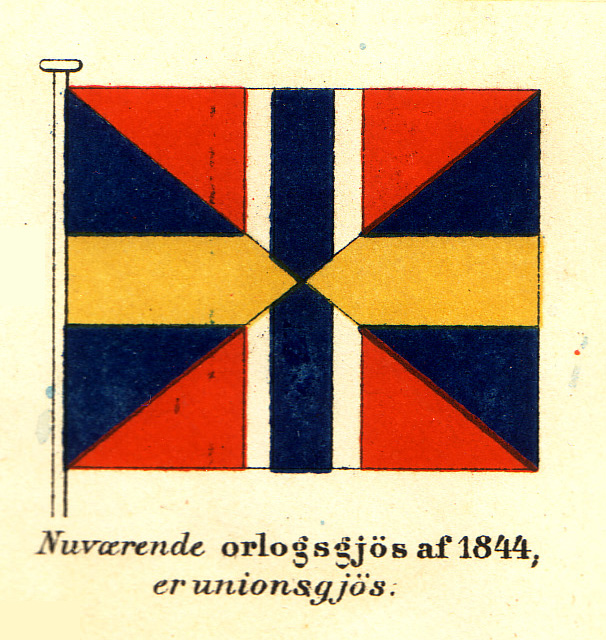
Sillsallaten.

Trots att Strömrensningskommitténs förslag inte genomfördes så tog skogsexploateringen fart. Bönderna i Jämtland kunde för första gången tjäna pengar på sina stora skogstillgångar. Försök att etablera monopol gjordes av sågverksägare från kusten men jämtarna ville inte binda sig till enbart en sågverksägare. Wifstavarfs AB hade grundats utanför Timrå kort efter Döda fallets uppkomst och blev den störste uppköparen av jämtsk skog.

### Förbättrad infrastruktur
Den svensk-norska unionen var ett stort lyft för Jämtlands del. Det jämtska näringslivet hämmades kraftigt av besvärliga och kostsamma transportförhållanden. Befolkningen tvangs forsla efter häst mellan kusterna. Såväl in- som utforsling innebar enorma fördyringar. När länderna var förenade så var det av hög prioritet att ha goda vägförbindelser. De kommunikationsleder som fanns i öst-västlig riktning i Jämtland utgjordes av de hundraåriga Pilgrimslederna och de var i allmänhet dåliga. Jämtland var i ett stort behov av en restauration. Skalstuguvägen började byggas 1815 av Jämtlands fältjägarkår. Den första kärrvägen kom till på 1820-talet och möjliggjorde färder under sommartid. Flera stenvalvsbroar anlades därefter och vägen kom att benämnas Karl Johansvägen efter att han invigde den i Trondheim 1835. 

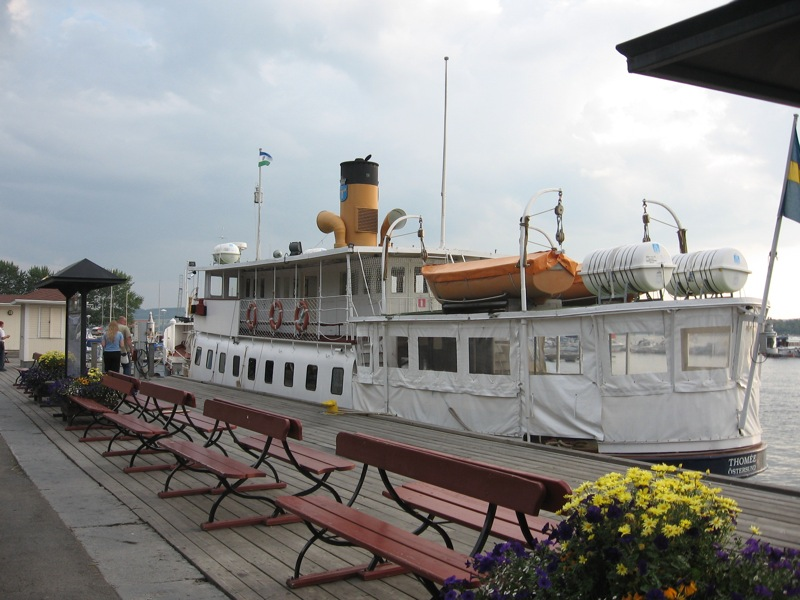
Trots att projektet gick i graven levde ångbåtstrafiken vidare i Jämtland. trafikerar tillsammans med (bilden) än idag Storsjön.

Landssekreterare Anders Jakob Thomée lät sig inspireras av kanalprojekt som Göta kanal och Suezkanalen. Han ansåg att Jämtland skulle dra fördel av en tvärförbindelse av land- och sjöförbindelser. Den 1 juli 1857 samlades Sveriges enda regionala politiska församling, Jämtlands landsjämnadsting. Thomées förslag om en kommunikationsled från Bottenhavet genom Revsundssjön, Storsjön, Liten, Kallsjön och Anjan och därefter vidare till Levanger och ut i Norska havet togs positivt emot. Alla Jämtlands socknar bidrog ekonomiskt, landstinget och landshövding Jacob Axel Dahlström likaså. Jemtlands kommunikations Bolag grundades och man började konstruera ångbåtar. Redan tidigare trafikerade ångbåten S/S Jemtland Storsjön och det dröjde till 1861 innan den andra ångbåten S/S Odin var redo för Jämtlands vattendrag. Kommunikationslinjen i sin helhet stod klar 1863 och då hade bryggor, magasin och vägar byggts. Lyckan blev emellertid kortvarig och bolaget gick i konkurs 1867. Ångbåtstrafik etablerades ändå tack vare projektet och är fortfarande verksam.

### Järnvägen
Anledningen till att inga större försök gjordes att rädda projektet var att ett nytt, mer effektivt transportmedel hade slagit igenom på allvar, järnvägen. Tanken var att även den skulle gå i den för Jämtland så betydande öst-västliga riktningen. I Tröndelag talades det om att Trondheim skulle kunna bli ett "Nordens Hamburg" eller "Nordens Liverpool" genom att först återknyta Jämtland närmare orten och därefter Västernorrland och Finland. Bland lokalbefolkningen var man mer än positiv till att knyta Jämtland västerut. 1879 öppnades förbindelsen mellan Östersund och Sundsvall och två år senare etablerades förbindelse med övriga Sverige. Linjen till Norge blev klar samma år och invigdes 1882 av Oscar II i Trondheim med pompa och ståt. Oscar II höll även ett kortare tal när han besökte Jämtland innan invigningen i Trondheim.
| ”                       | Med mot framtiden blickande hopp höjer jag Mitt glas för Jemtland och dess befolkning. Måtte densamma i rika mått njuta frukterna af den genom statsmakternas samverkan nu fullbordade stam- och mellanriksbanan som af Mig kommer att i morgon invigas. Jemtlands välgång! | „ |
| – Oscar II 21 juli 1882 | |   |

Efter att Jämtland hade fått ett "band af stål" och "hestar af jern" så blev ingenting riktigt sig lik igen. Man hade nu en kraftig och snabbt verkande hävstång för framtida utveckling.

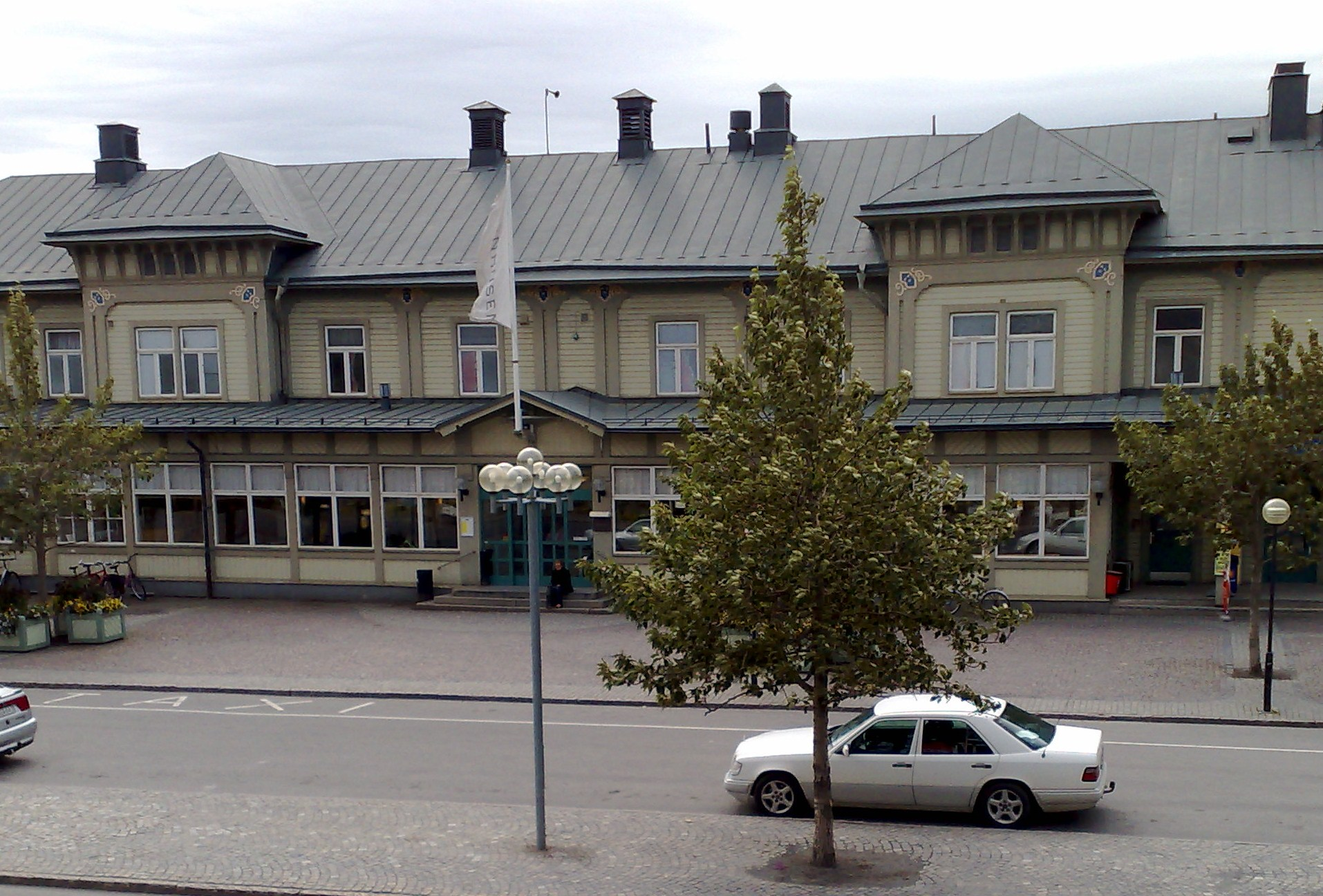
Östersunds järnvägsstation.
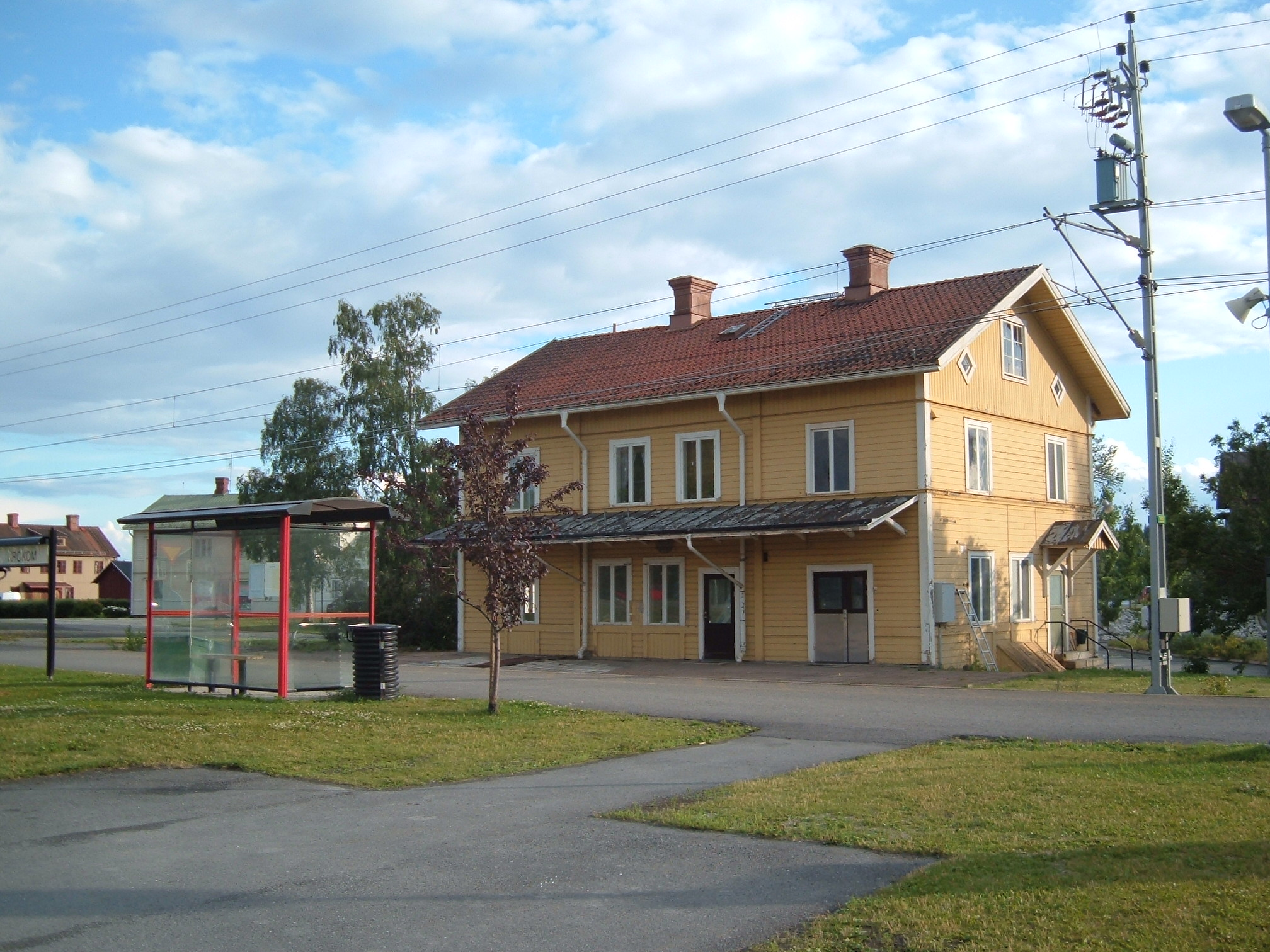
Krokoms järnvägsstation.
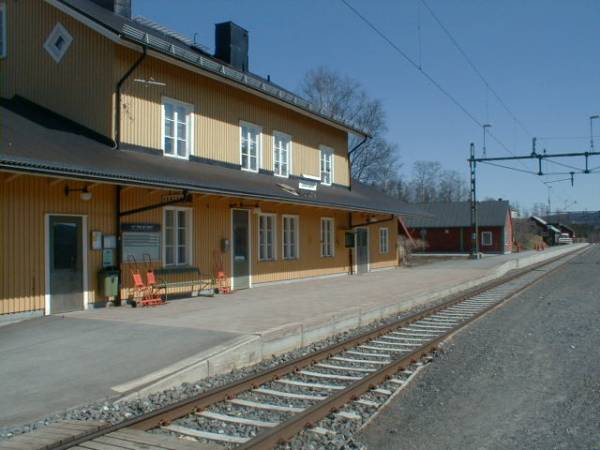
Järnvägsstationen i Undersåker.
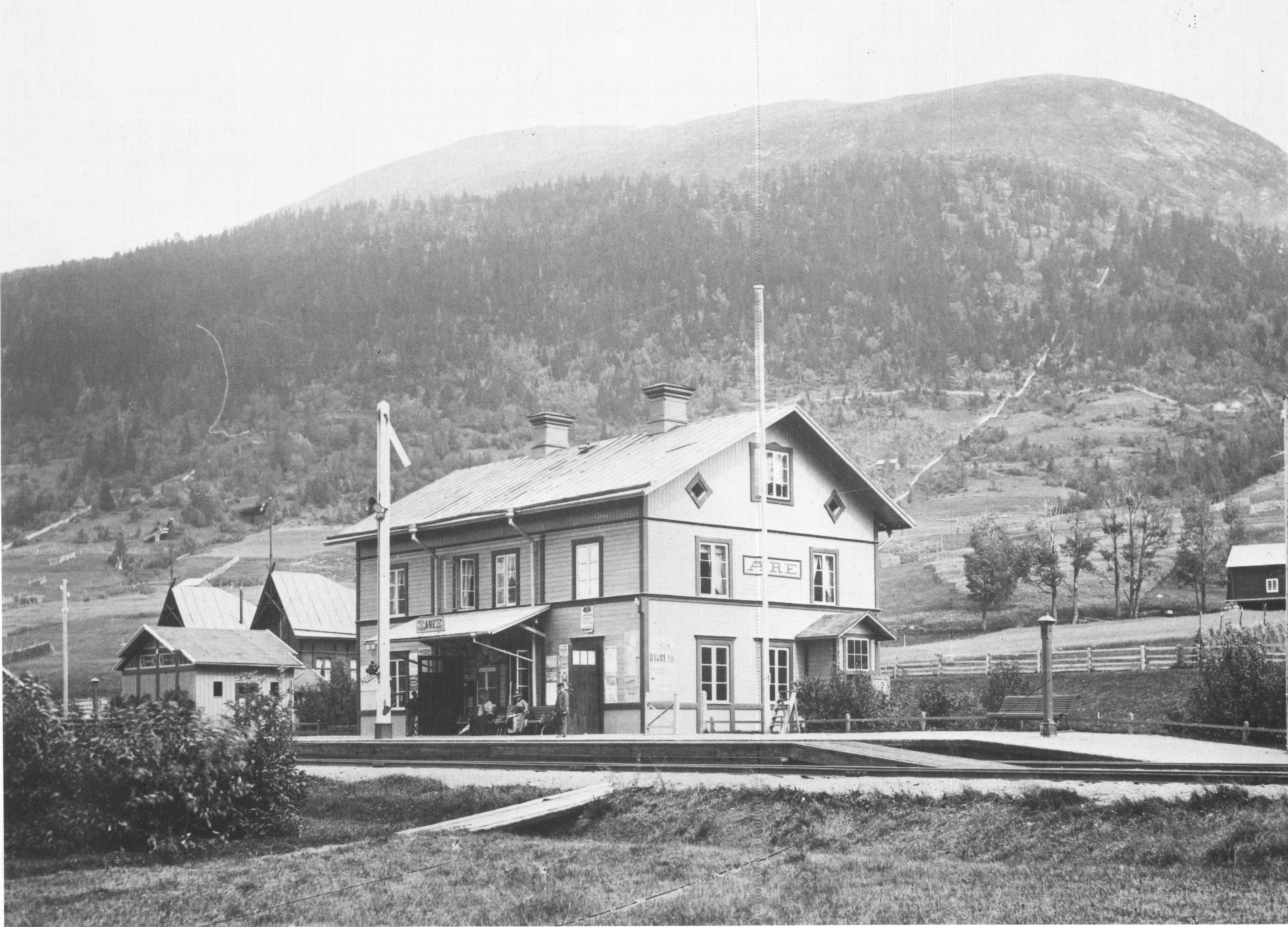
Åre järnvägsstation på 1890-talet.
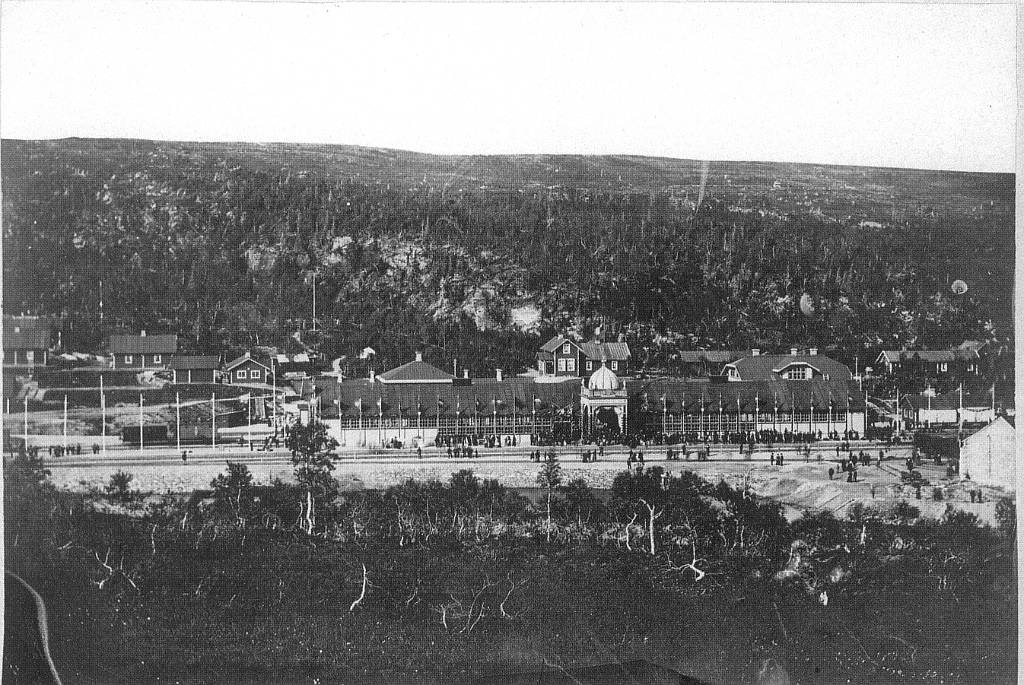
Storliens järnvägsstation 1882.

I samband med att Jämtland blev mer tillgängligt för resenärer i och med järnvägsförbindelserna blev Jämtland ett turistmål för sin friska luft. Syret kom senare att bli Jämtlands landskapsgrundämne.
I slutet av 1800-talet ökade den militära närvaron i Östersund, främst i och med grundandet av A4. I samband med det uppgraderades Jämtlands fältjägarkår till Jämtlands fältjägarregemente. Mycket i led med den utbredda rädslan för anfall från Ryssland där Jämtland-Tröndelag och Norrbotten blev de mest prioriterade regionerna försvarsmässigt.

## Samtidshistoria

### Folkrörelsetid
Något som kom att känneteckna Jämtland och som fortfarande kännetecknar Jämtland är och var den stora sammanslutningen i folkrörelser. Rörelserna kom till då Östersund ökade befolkningsmässigt enormt, samtidigt som staden med kraft intog ställningen som Jämtlands centrum. Befolkningen som kom till staden bestod till största delen av jämtar från landsbygden, som tillsammans med immigranter från övriga Sverige gjorde stadens befolkning mycket ung, något som skapade en grogrund till föreningsliv. Samtliga rörelser hade kontakter till de närliggande områdena som Tröndelag, Härjedalen och Västernorrland.
I förhållande till övriga Sverige var rörelsen i staden ovanligt dynamisk. I Jämtland och Härjedalen var det den frisinnade Godtemplarrörelsen (en del av nykterhetsrörelsen) som kom att dominera totalt. Den kom efter Väckelserörelsen och före arbetarrörelsen. Rörelserna stod inledningsvis i opposition mot det rådande samhället, mot stat och kyrka. Folkrörelserna var ett resultat av samhällsomvandlingen och en bidragande orsak till förändringarna.
Väckelserörelsen fick inte samma genomslag i Jämtland som i övriga Sverige, vilket har förklarats med att det agrara samhället levde kvar längre i Jämtland samt att befolkningen på många håll var relativt homogen och relationen till statskyrkan var god. Således är det inte märkligt att huvuddelen av väckelserörelsen i Jämtland var en del av Svenska Kyrkan. De separatistiska elementen, frikyrkorörelsen (framför allt baptismen), fick djupast förankring i områden som Östersund, Myssjö-Hallen-Oviken och i Östjämtland.

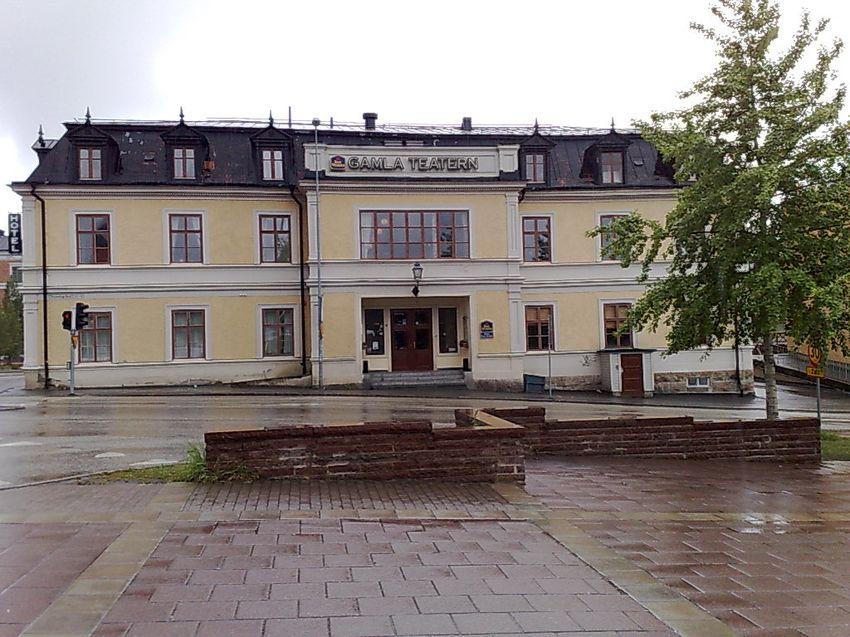
Godtemplarrörelsen tappade i styrka efter misslyckandet med folkomröstningen om rusdrycksförbud, emellertid vann ja-sidan stort i Jämtland. Ordenhuset i Östersund heter nu Gamla teatern och drivs som hotell. Ironiskt nog har hotellet beviljats utskänkningstillstånd.

Godtemplarrörelsen hade ett anglo-amerikanskt ursprung och var absolutistisk, medlemmar gav således löfte om absolut nykterhet. Vid sekelskiftet hade rörelsen en halvmiljon medlemmar, allra flest i förhållandet till folkmängden fanns i Sverige. I Sverige var rörelsen mest utbredd i Jämtland och den världsomfattande rörelsen fick således sitt (relativt sett) starkaste fäste i just Jämtland. 1882 fick Jämtland sin första loge, utvecklingen tog kraftigt fart och orden bredde ut sig, efter ett halvår fanns det dryga hundratalet loger runt om i den jämtska landsbygden. Snabbt anslöt sig en betydande del av befolkningen och i mitten av 1880-talet hade Jämtland 7 000 medlemmar — en femtedel av alla medlemmar i hela Sverige. Den största symbolen för rörelsens storhet var ordenshuset som uppfördes 1885 i Östersund, Östersunds-Goodtemplars-Ordenshus. När godtemplarrörelsens galjonsfigur Joseph Malins besökte Jämtland och Östersund utkorade han ordenhuset till det allra största i hela världen. Det rådde ingen tvekan - Östersund var Godtemplarstaden och Jämtland Godtemplarlandet. Nykterhetsrörelsen i Jämtland (och även Västerbotten) var delvis en proteströrelse mot den utveckling som hotade det gamla by och bondesamhället. Hotet i Jämtland var skogsindustrins expansion och på landsbygden fick rörelsen i det närmsta en samhällsbevarande funktion.
Arbetarrörelsens förutsättningar i Jämtland var oerhört svaga. Industrin var i det närmsta icke-existerande och en industriarbetarklass likaså. Den tidiga rörelsen var väldigt bräcklig och bars upp av hantverksarbetare i Östersund och rallare runt om i bygderna. Vissa inom arbetarrörelsen var mycket positiva till arbetet som godtemplarna bedrev, andra menade att det var förkastligt att klandra alkoholen istället för kapitalismen för världens alla problem. Rörelserna kunde emellertid samarbeta i vissa fall, såsom i frågorna gällande rösträtt och landsbygdens utarmning. Där ledande socialister ville engagera och organisera lantarbetare och småbönder. Rörelsen fick sin första egentliga tidning 1924 i och med bildandet av Länstidningen Östersund.
Den politiska bonderörelsen kom senare till landskapet främst genom Östersunds-Posten som skiftade inriktning, Jordbrukarnas Riksförbund och Bondeförbundet bildade sina första sockenföreningar i landskapet omkring 1915. Redan 1912 hade Anders Kilian från Rödön givit ut den georgistiska jordbrukartidningen Odlaren. 
Bondeförbundet kom att dominera politiskt i västra Jämtland medan konservativa (framför allt i Östersund) och frisinnade åtnjöt Storsjöbygdens stöd. Arbetarrörelsen genom Socialdemokraterna blev den överlägset starkaste kraften i främst norra och östra delarna av landskapet.

### Modernisering

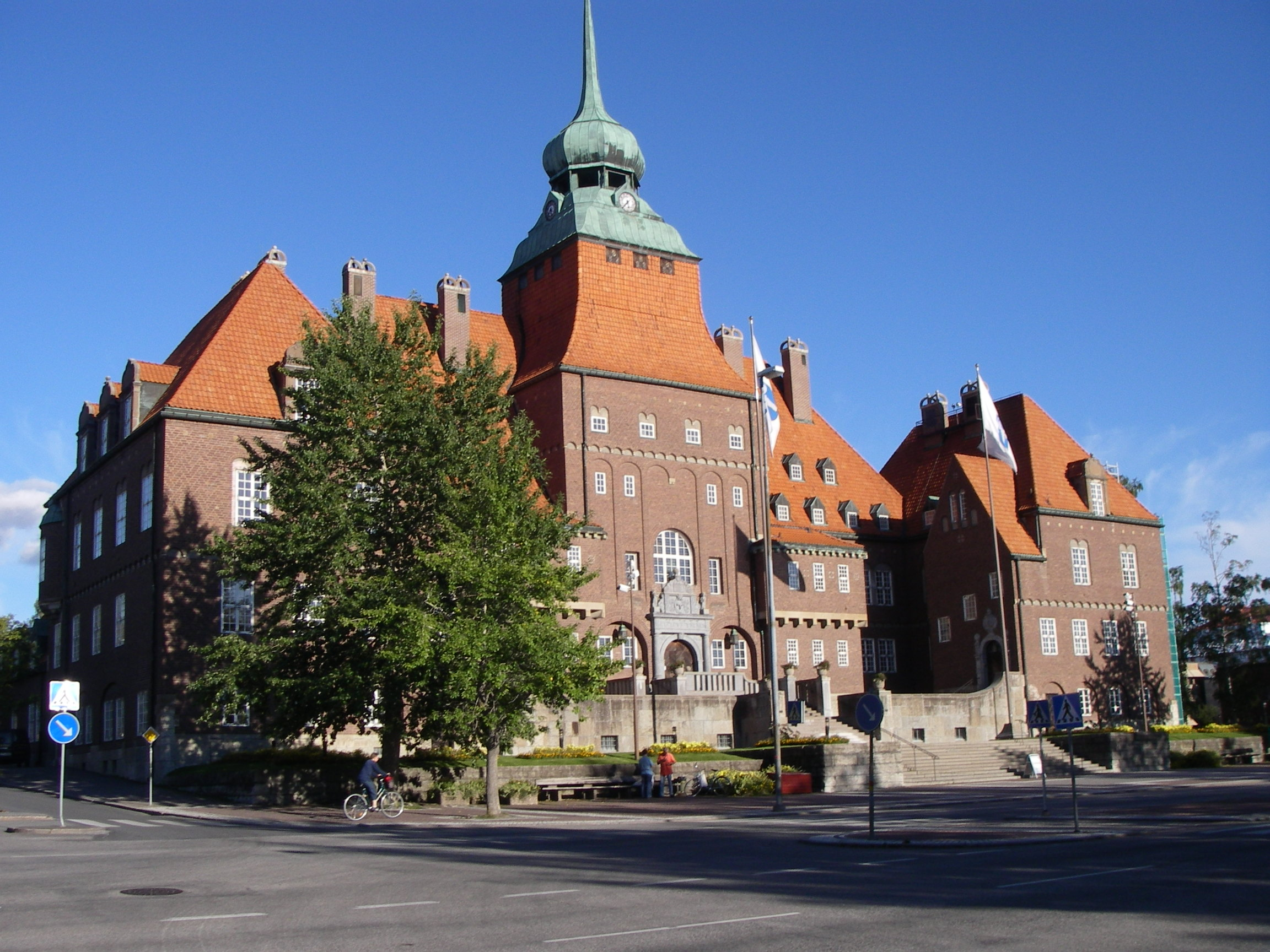
Östersunds rådhus.

Tack vare järnvägens dragning genom Jämtland från Sundsvall till Trondheim tog utvecklingen kraftigt fart. Det mäktiga rådhuset i Östersund, ritat av Frans Bertil Wallberg stod färdigt 1912 och är en av de symboler för optimismen som rådde. Rådhuset gjorde även att Östersund fick en genuin jämtsk karaktär med de lokala klockstaplarna och den stora lökkupolen som kronan på verket.
Efter separationen mellan Sverige och Norge ville man från statligt håll stärka nord och sydförbindelserna, på bekostnad av de naturliga öst-väst förbindelserna. Planer gällande en nord-sydgående järnväg hade funnits, främst hos försvaret tidigare, men realiserades först 1907. Från Jämtlandsbänken i riksdagen såg man en ny järnväg som en möjlighet att uppodla myrmarker längs en eventuell ny bana. Så blev dock inte fallet när banan byggdes i etapper mellan 1908-1922. Emellertid kom flera samhällen att växa längs banan, såsom Åsarna, Svenstavik, Hammerdal, Strömsund med flera. Järnvägen fick senare konkurrens. Den första bilen köptes i Jämtland 1899, det tog dock ett tag innan verklig trafik kom till, det var först på 1920-talet som bilparken ökade kraftigt. Vid samma tid kom den första reguljära busslinjen till i Jämtland, Brunflo–Östersund.
Unionsupplösningen bidrog även till att Östersund blev en utpräglad garnisonsstad. Fältjägarregementet I 5 förlades till staden i nybyggda kaserner 1910 och en flygflottilj, F 4 kom till Frösön 1926. Den reguljära civilflygtrafiken kom däremot igång först 1958.

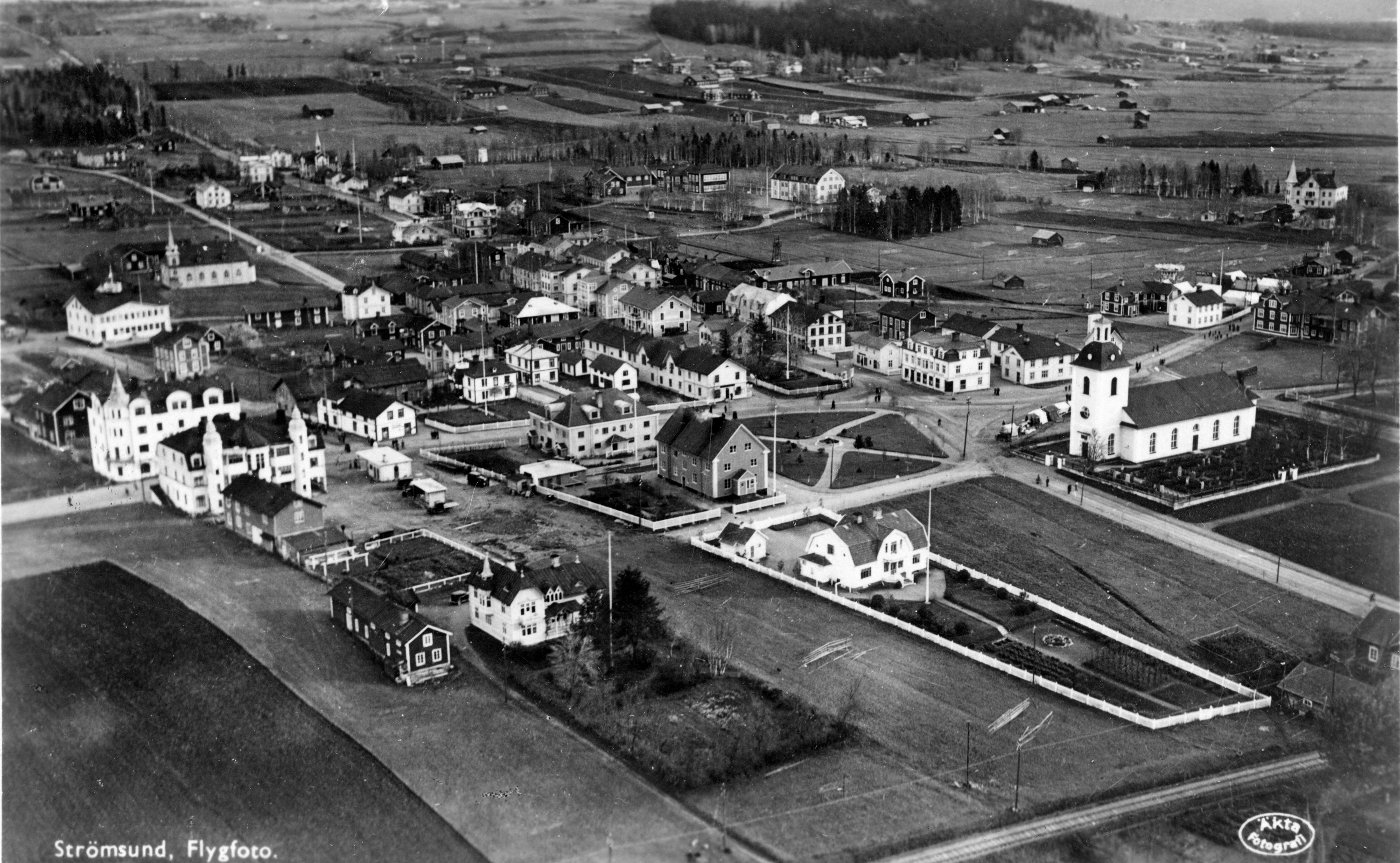
Strömsund på 1930-talet.

Under såväl mellan- som efterkrigstiden industrialiserades Sverige allt snabbare och allt mer. Med undantag för några områden, däribland hela Jämtlands landskap. I slutet av 1800-talet och i början av 1900-talet hade drygt 40 procent av all mark i Jämtland och Härjedalen blivit uppköpt av skogsbolag, något som förbjöds 1906 i och med den norrländska förbudslagen. Den uppköpta marken ledde till ett visst beroende av intressenter vid kusten och söderut som motverkade en lokal förädlingsindustri, samtidigt som folkrörelser inte ville se någon industrialisering. Jämtland kom således att nästan helt och hållet bli en råvaruproducerande region.
I samband med den stora depressionen som drabbade Västvärlden i början av 1930-talet genomfördes ett antal reformer i Sverige. 1933 var arbetslösheten omkring 20-25 procent och idéer gällande främst skogsarbetares möjligheter till självförsörjning fördes fram. En statlig fond som gav förmånliga småbrukslån inrättades 1933 efter kohandeln mellan Bondeförbundet och Socialdemokraterna. I Jämtland byggdes, jämte Västerbotten, flest så kallade Per-Albin-torp i landet.

### Krig och kriser
År 1917 pågick första världskriget på kontinenten och i samband med februarirevolutionen 1917, som inledde den ryska revolutionen, påverkades stämningen även i Jämtland. Ransonering ledde till brist på livsmedel och en revolution fruktades. Hungerdemonstrationer förekom på flera håll i Jämtland, men allra främst i Östersund och i första hand soldater. På första maj det året samlades 4 000 demonstranter framför rådhuset i Östersund och krävde bland annat sänkt pris på mjölk och ved. I Järpen i Västjämtland krävde arbetarkommunen att turister skulle drivas bort och arbetsfolket skulle få smör, mjölk och potatis.

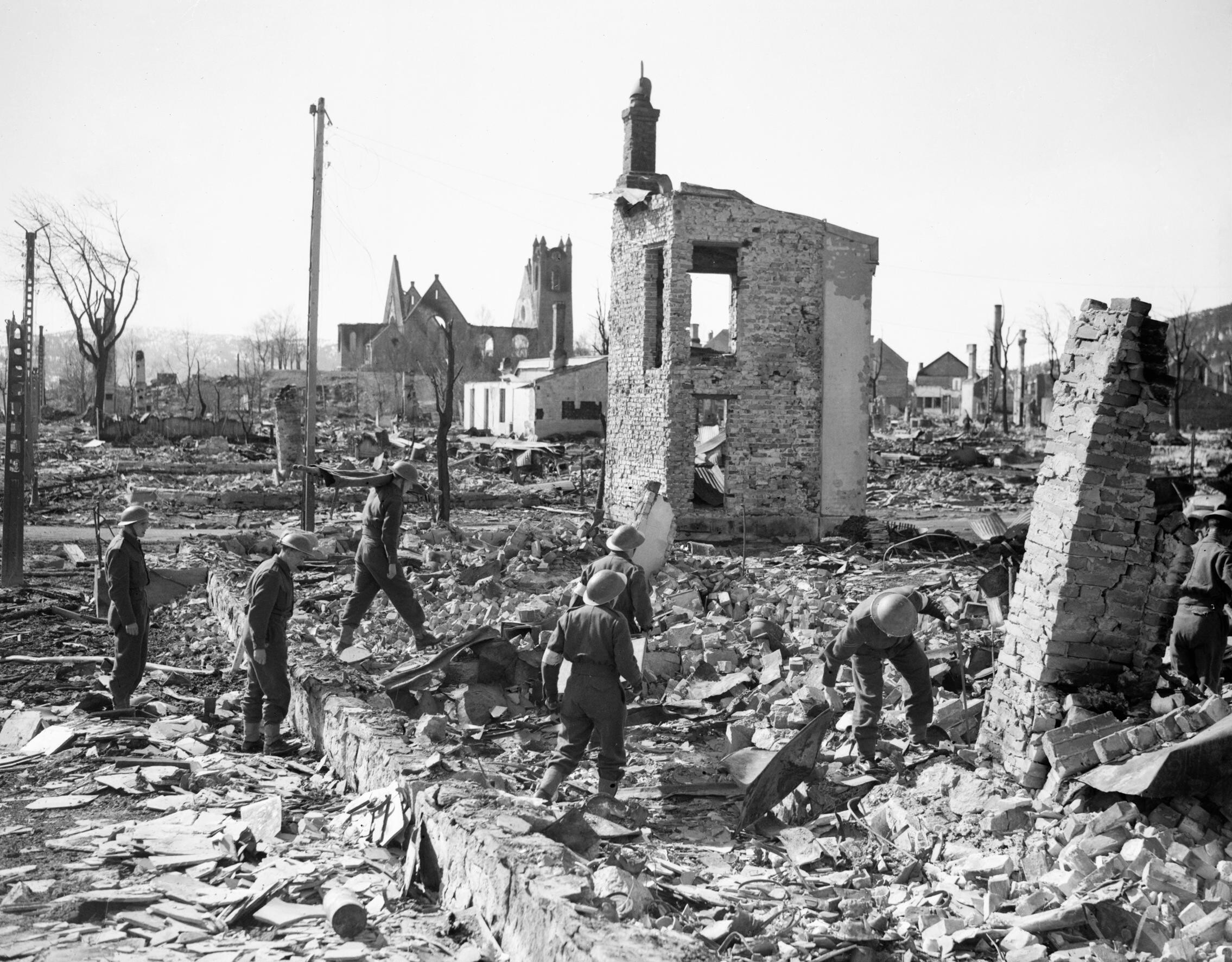
Den 20 april bombades Namsos (bilden) i Nord-Tröndelag och dagen efter, den 21 april bombades även Steinkjer, alldeles väster om Jämtland. Norge kapitulerade den 10 juni samma år i och med avtalet som skrevs i Trondheim. Flera tusen trönder och andra norrmän kom därefter att fly över gränsen till Jämtland och Sverige.

Året därefter spred sig Spanska sjukan som en löpeld över landet. 1 200 jämtar dog men långt fler insjuknade. Vissa byar, som Getan i Alsen blev även helt isolerade. Stadsläkaren i Östersund meddelade att "Östersund torde utan gensägelse ha varit mer än någon annan svensk stad av sjukdomen hemsökt", varvid Östersund har kallats för "Spanska sjukans huvudstad".
Under 1940-talets början var andra världskriget i full gång och Jämtlands forna moderland Norge ockuperades av det nationalsocialistiska Tyskland lett av Adolf Hitler genom Operation Weserübung. Sverige var oförberett på anfallet och ockupationen av Norge och det dröjde innan gränsposteringar med soldater från I 5 och A 4 var på plats vid gränsen till Tröndelag. Efter förhandlingar beslutade den svenska samlingsregeringen att tillåta transiteringen av tyskt krigsmateriell och tyska soldater genom Sverige. Hundratals tåg gick genom Jämtland från Trondheim till Storlien, vidare till Östersund för att slutligen nå Narvik (den så kallade Hästskotrafiken).
I Jämtland togs redan i januari 1940 initiativ till bildandet av hemvärn i Lit, innan det nationella hemvärnet ens var bildat. Hemvärnet i Jämtland organiserades därefter snabbt. Under ockupationen av Norge flydde många norrmän över gränsen och många jämtar hjälpte dem undan de tyska ockupanterna. Mest känd för sina insatser blev David A:son Hummel, provinsialläkaren i Gäddede som var svensk-norsk kontaktman för norska underrättelsetjänsten samt gränsombud under krigsåren. För sina insatser belönades han senare med Sankt Olavs Orden och Röda Korsets förtjänstmedalj.
Jämtland tog även emot ett hundratal så kallade finska krigsbarn. Samtidigt växte landskapets invånarantal kraftigt på grund av de höga födelsetalen.

### Minskande befolkning

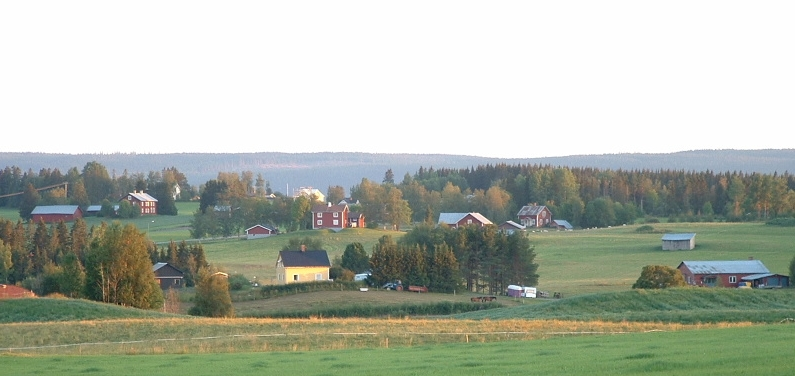
Oviken, typisk landsbygd.

Vid årsskiftet 1953/1954 nådde länet sin befolkningstopp på litet över 145 000 personer (154 000 med Fjällsjö kommun inräknat, som ingår i länet sedan 1974), bara några år senare hade den sjunkit till 140 000 personer och avfolkningen av Jämtland kom då att accelerera, vid 1970-talets början uppgick så länsbefolkningen till enbart 125 000 personer.
Vid årsskiftet 1990/1991 hade länet 135 726 invånare, men vid årsskiftet 2020/2021 var invånarantalet bara 131 155 personer.

## Samerna

Sameflaggan antogs 1986 i Åre.

Jämtland är en del i det sydsamiska området. Samernas äldsta historia i Jämtland är okänd. Ovan nämnda jakt- och fångstkultur verkade i området till och med järnåldern, och inflyttade västerifrån, men arkeologer uttalar sig sällan om folkgruppstillhörighet och språk, utan arkeologiska fynd visar främst vilken arkeologisk kultur en grupp tillhör. Det dröjde till 1500-talet innan källor nämner att samisk storskalig renskötsel och rennomadism utvecklades i området  - medan storskalig rennomadism förekom i norra Norrlands inland sedan vår tideräknings början. Länge ansåg historiker att samer inflyttade norrifrån till södra Jämtland och landskapen söder därom först under 1600-talet. Flera av dagens historiker utesluter emellertid inte en tidigare samisk kultur i Jämtland. Ett av de fynd som tydligast pekar på att samisk kultur funnits tidigare strax söder om Jämtland är en grav i Vivallen i västra Härjedalen från 1000-talet, slutsatsen är dock omtvistad. Ett fynd strax norr om Jämtland är en gravplats från 1000-talet högt upp i Ångermanälven, på Långön i Hoting, Ångermanland (Jämtlands län), där man bland annat hittat en pung av ödleskinn. Ödlan var en varan från Indiska halvön, och måste ha förts dit på långa handelsvägar. Gravskicket på Långön är skandinaviskt, men där finns också kärl av asbestkeramik, som brukar anses vara typiska för den tidiga samiska kulturen. Troligen är detta en plats där handelsutbyte skett med bondekulturen.
Från 1500-talets mitt råder det däremot ingen tvekan om samisk befolkning, vilket flera samtida källor vittnar om. Samerna levde nomadiskt och uppehöll sig i fjälltrakterna. Området norr om Ströms Vattudal, Frostvikens socken, benämndes i äldre tid som "finnmark" (liksom i Norge benämndes samer i Jämtland tidigare finnar, senare lappar)  och fick en bofast befolkning först i mitten av 1700-talet.
Renbeteslandet hotades genom avvittring och nyodling under 1800-talet, ett hot som avvärjdes med 1886 års renbeteslag. Lappskattelanden avskaffades och lappbyar (senare samebyar) inrättades. Även samerna kom att påverkas av unionsupplösningen. För många renskötare boende vid gränstrakterna mellan Sverige och Norge blev det nya läget bekymmersamt, renbeteslandet var delat. 1919 enades Norge och Sverige om en renbeteskonvention. Till följd av den tvångsförflyttades en del av samerna i Karesuando och vissa fick flytta ända ned till Jämtland.
I början av 1900-talet hade Sverige en officiell policy som sade att "lapp ska vara lapp" och enbart renskötare var "riktiga lappar". I Jämtland hade då de icke renskötande samerna blivit i majoritet. Myndigheterna ville "konservera" samerna i sin exotism. Skolundervisning hölls i kåtor och man fick till exempel inte äta med kniv och gaffel. Den här politiken fick utstå mycket kritik och avskaffades senare.
Under 1900-talet har motsättningar mellan dels markägare och dels renskötande samer blossat upp och resulterat i bland annat Skattefjällsmålet.

## Övrigt

### Gränsdragningar

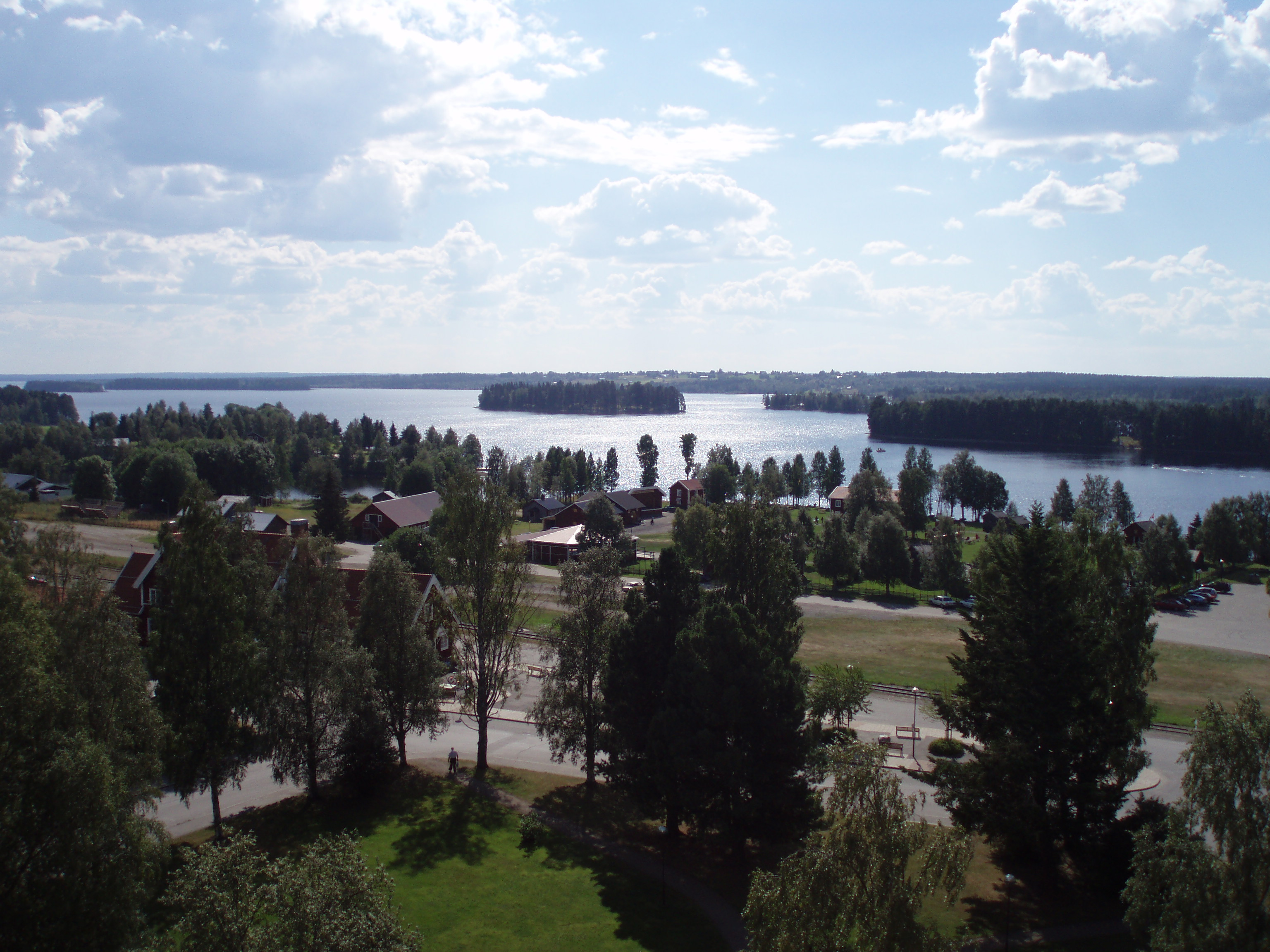
Jämtlands norra gräns gick förr norr om Ström, där fast bebyggelse saknades.

När det gäller Jämtlands gränsdragningar har det alltid varit långt svårare att fastställa den östra gränsen än den västra, som naturligt utgjorts av Kölen. Under medeltiden, då Jämtland var en del av Norge utgjorde den östra gränsen riksgräns mellan Sverige och Norge. Särskilt exakt, som i våra dagar, var den inte, utan bestod framför allt av gränsområden. Det som bestämde gränserna var framför allt släktskapsförhållanden, men emellertid fanns det då alltid en relativt stor marginal.
Gränsläggningsdokumentet från 1273, fastställt av sex norrmän och sex svenskar i Magnor, är det äldsta dokumentet som behandlar Norges östgräns och Sveriges västgräns ingående. Gränsdragningen stämmer här väl överens med dagens landskapsgränser för Jämtlands del. Här ingår såväl Hammerdal som Ragunda i Jämtland. Det senare har emellertid definitivt en särställning inom Jämtland, vilket visar sig 1305 då Ragunda får ett alldeles eget sigill och ändå in på 1930-talet sade sig byamännen i Raven, som Ragunda heter dialektalt, "fara in på Jämtland" när de for västerut. Hammerdals tillhörighet har varit föremål för efterforskning, främst på grund av det vanliga uttrycket "utrikes Hammerdal", någon definitiv slutsats finns däremot inte. Redan nämnda dokument behandlar också Jämtlands norra gräns, mot Finnmark (Sameland). Norges gräns till Finnmark går från Sørli i Tröndelagen (tre mil nordväst om Valsjöbyn) och vidare norrut till Ström. Dokumentet nämner även att jämtarna har jakträtt i området norr om Ström, ända upp till Vojmsjön (fyra mil norr om Vilhelmina).
Värt att nämna är även den alternativa gränsdragningen som anges i Hälsingelagen. Den är av yngre datum och innehåller flera motsägelser vilket gör den mindre trovärdig i förhållande till den från 1273. Gränserna är baserade på den text som fanns nedtecknat på en nu förlorad handskrift. I den här ingår emellertid inte Ragunda, Stugun och Bräcke i Jämtland, vilket har antytts som ett svenskt anspråk på jämtskt territorium från 1300-talet. I den bästa versionen av Hälsingelagen från 1609 saknas helt ett avsnitt om gränser.
Området norr om Ström som i dag är en del av Jämtland blev det genom en gränstvist mellan Sverige och Danmark 1751. Sverige krävde Lierne, och Danmark gjorde anspråk på de områden som faktiskt var befolkade av trönder. Kompromissen resulterade i det märkliga "hacket i gränsen", där trönderna i Frostviken helt plötsligt fann sig ha blivit svenskar.

### Ekonomisk historia

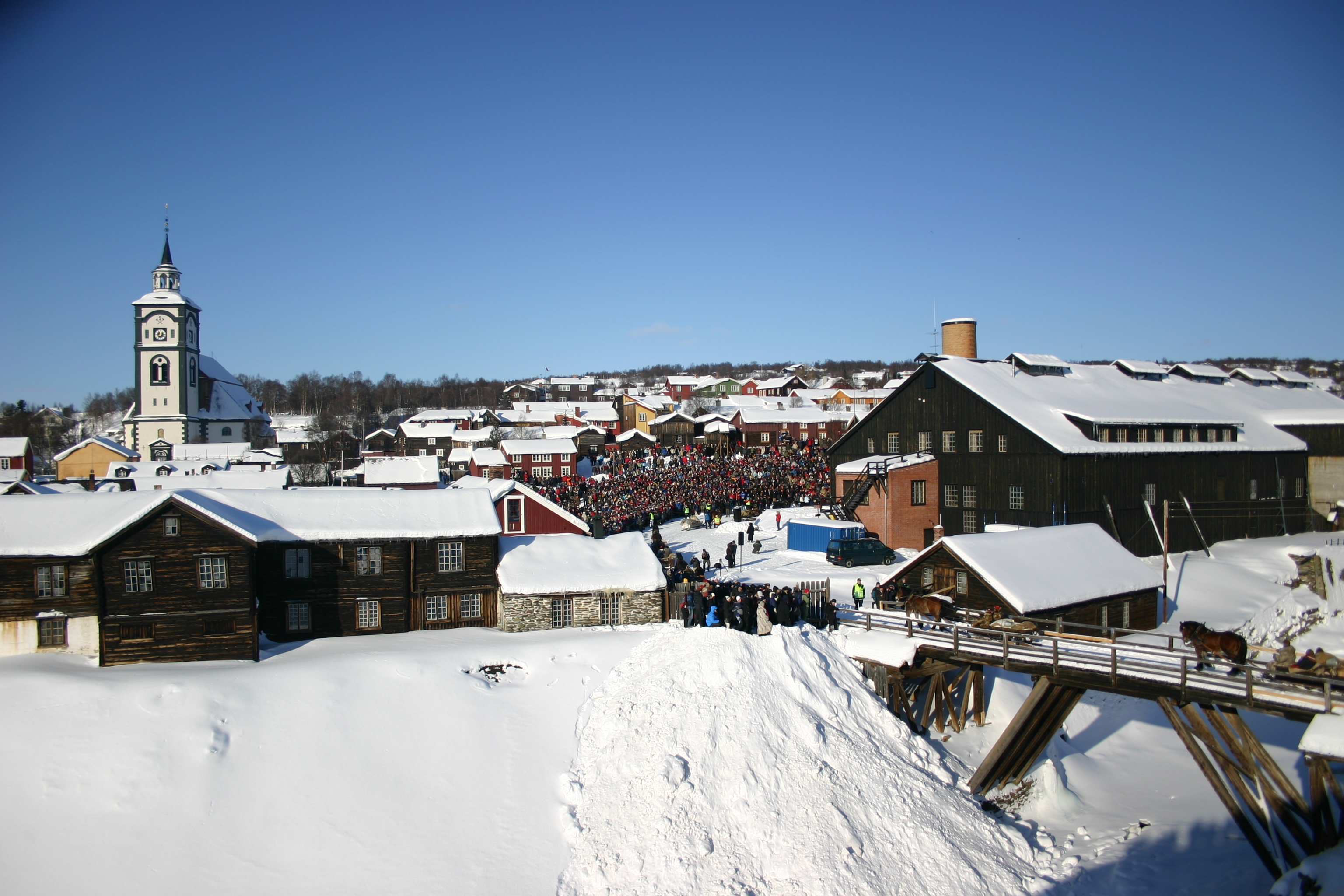
Forbönder på väg till marknaden i Røros

När befolkningen blev bofast växte Storsjöbygden fram som en ö i vildmarken, med ödemarker åt alla håll och kanter. Varför kan förklaras med behovet av järn, behovet av handelsleder mellan västerhav och österhav och goda jordbruksmarker. Förutsättningen för att bo och leva var hästen, ett högaktat djur inom jämtsk kultur då kommunikation i praktiken var omöjlig utan den, likväl som jordbruk. Handel kom att utvecklas till huvudnäringen för många. Handelsfärder med fora till diverse marknader med vilt och skinn från Jämtland, fisk, salt, tyger med mera från Norge, och andra varor transporterades mellan Svealand och Tröndelagen. Rikedom byggdes upp och bönderna hade en stor självständighet, framför allt genom unionsstriderna. Den stora ofärdstiden som kom på 1500-talet genom svenska anfall berövade många jämtar på sin rikedom. Plundringar, straff och befolkningsminskning ledde till utarmning, för Jämtland var den här ofärdstiden ödesdiger och först på 1720-talet kom freden åter. Folkmängden ökade, nyodlingar, vägbyggen och gruvdrift, men framför allt konstnärlig blomstring skapade en ny guldålder. Hot genom borgarna i Sundsvalls och statsmaktens försök att kväsa forbondehandeln fanns, liksom möjligheter genom hattpartiets näringspolitik. Avvittringen och skattebefrielser för nybyggare gjorde att många nya orter växte fram. En politik som i mångt och mycket även fortsatte under gustaviansk tid, då ett försök att kontrollera handeln i området var anläggningen av fristaden Östersund. Jämtland och Härjedalen blev ett eget län 1810 då ambitionen var att "inom Sveriges gränser erövra Finland åter", ett mål som skulle uppnås med stärkt ekonomi. När Sverige industrialiserades kom industribolagens verksamhet igång. Avverkningsrätter till skogar köptes, flottleder skapades, skogsmark såldes och bönderna hamnade i beroendeställning gentemot skogsbolagen. Jämtland kom att bli ett råvaruproducerande bihang till kustbygden.

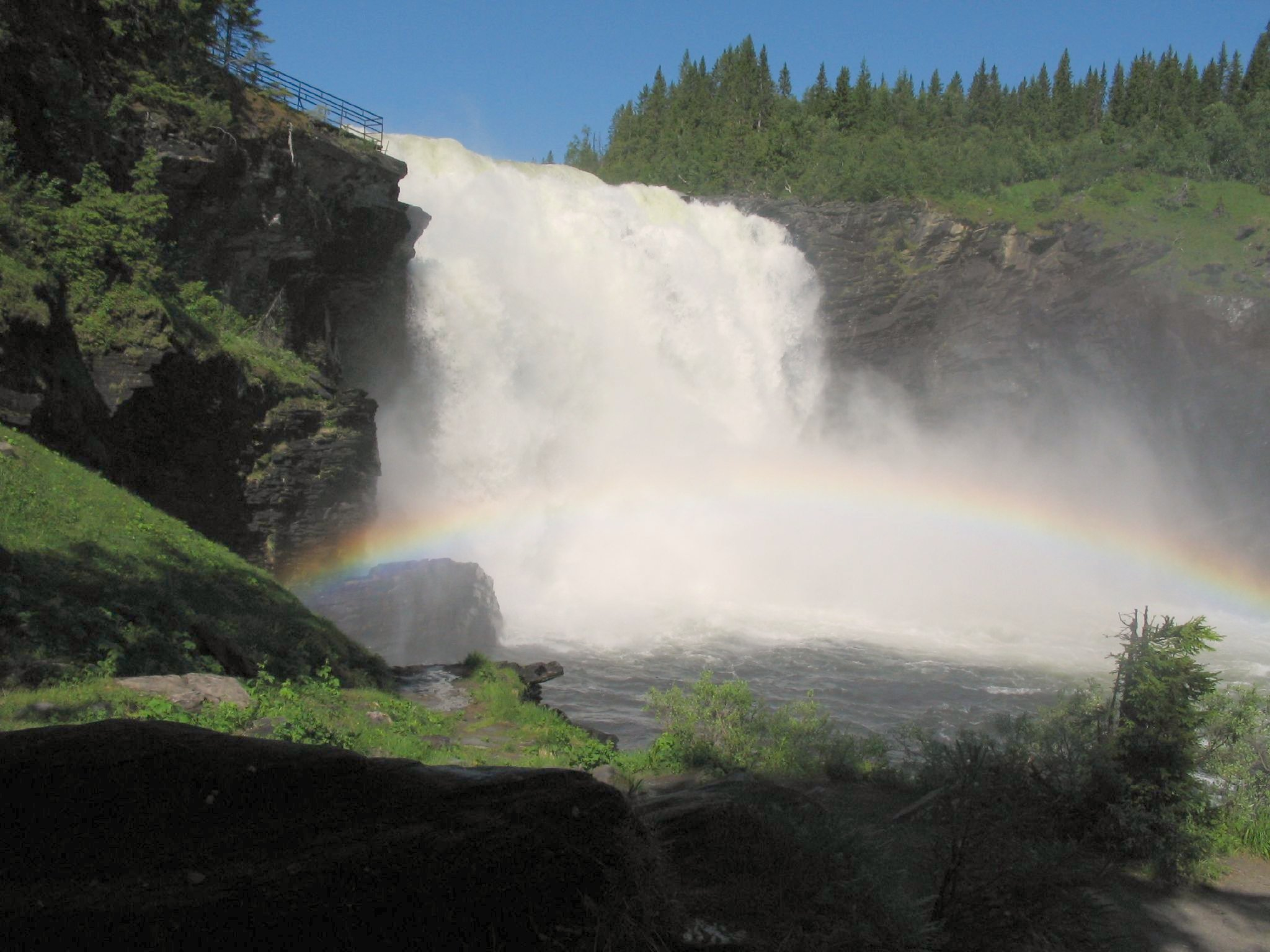
Tännforsen är ett av de kvarvarande vattenfallen i Jämtland.

När järnvägen kom uppstod sågverk även i Jämtland, men de här bolagen hade svårigheter att konkurrera med de redan etablerade kustbolagen. Som en sidoeffekt stoppade järnvägen forhandeln och jordbruken kom i en djup svacka till följd av konkurrens. Det gamla näringslivet byttes ut. Östersund växte i snabb takt och förde med sig en ny sorts handel (i större omfattning än den tidigare) samt hantverk och en viss industri. Jordbruket gick över till mjölkproduktion och mejerihantering, vilket fick den att blomstra på nytt. 

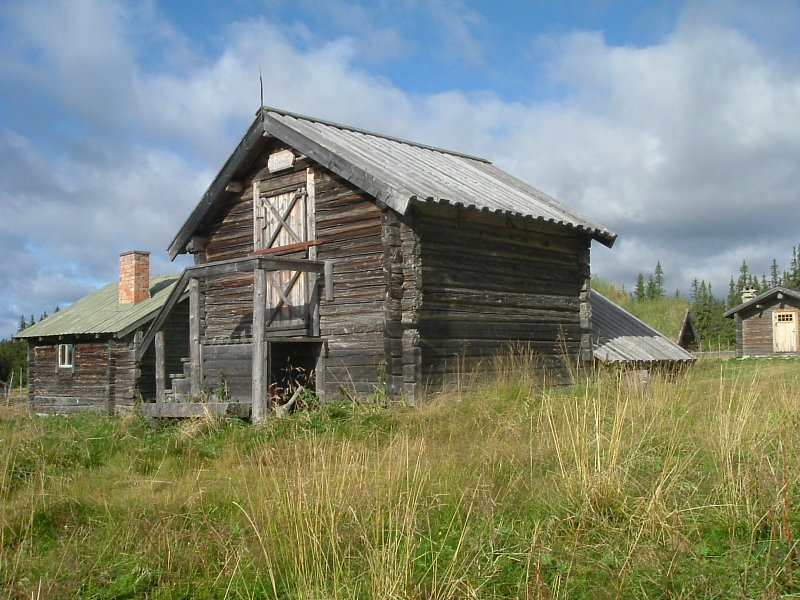
Från 1950-talet och framåt minskade den jämtska buföringen successivt och antalet barn som begav sig av som gjetar "vallpojke" eller butöus "fäbodjänta" till fäbodvallen blev avsevärt färre. I takt med jordbrukets rationalisering och den nationella politiken begav sig många unga söderut, bort från Jämtland. Bild på fäbodvall i Oviken.

Emellertid kom vattenkraften i gång samtidigt. Under mellankrigstiden sågs vattenfall som rent kol, vitt guld och var det främsta medlet för att bygga upp en modern industri i folkhemmet. Lokalt var inte dessa visioner särskilt uppskattade. Indalsälven blev en av Sveriges mest utbyggda älvar och utomstående intressenter köpte fallrättigheter. Från och med 1936 uppstod en storskalig export av el från Jämtland till Sydsverige, och Hammarforsen försåg hela det närliggande kustområdet med el. Vinsterna det här förde med sig kom däremot inte Jämtland till godo.
Med folkhemmets framväxt hamnade Jämtland tillsammans med Härjedalen på efterkälken. Modernäringen jordbruket, som ditintills hållit sysselsättningen uppe, rationaliserades och frigjorde arbetskraft. I och med den nationella politiken som fördes, med solidarisk lönepolitik och rörelsebefrämjande åtgärder, uppstod en befolkningskris för Jämtland. När hela Sveriges befolkning ökade och alla kurvor pekade uppåt var situationen i Jämtland den motsatta. Småföretag försattes i konkurs och nästan en hel generation ungdomar flyttade från regionen då arbetstillfällen var sparsamma, samtidigt som bidrag och traktamenten erhölls från staten vid flytt. Den offentliga sektorn växte sedermera till följd av den nationella politiken, fler uppgifter skulle skötas offentligt och det var här som nya arbetstillfällen uppstod, skatterna kom också att öka i samma takt.
Något industrisamhälle blev Jämtland aldrig utan gick direkt från jordbrukssamhället till tjänstesamhället. Idag brukar framför allt turismens betydelse i ekonomin betonas. Den började efter järnvägens tillkomst med de så kallade "luftgästerna" som kom för att njuta av den friska luften, de snöklädda fjällen, vattenfallen och miljön. Numera dominerar vinterturismen och speciellt utföråkning i orter som Åre, Storlien, Duved, Klövsjö och Bydalen.